# Abjasia
Abjasia (en abjasio: Аҧсны, romanizado: Apsný /apʰsˈnɨ/; en georgiano: აფხაზეთი, romanizado: Apjazeti /ɑpʰxɑˈzɛtʰi/; en ruso: Абхазия, romanizado: Abjáziya [apˈxazʲijə]), autodenominada como República de Abjasia, es un territorio ubicado en la vertiente suroccidental de la cordillera del Cáucaso, al noreste del mar Negro, y cuya capital es la ciudad de Sujumi. Es una república independiente de facto desde 1992. Sin embargo, Georgia la considera una república autónoma perteneciente a ese país, mientras que Rusia, Nicaragua, Venezuela, Nauru, y Siria, la consideran un Estado independiente.
En 1991, tras la disolución de la Unión Soviética, la antigua República Socialista Soviética de Georgia se convirtió en un estado independiente y la República Autónoma Socialista Soviética de Abjasia fue integrada a este nuevo estado como una república autónoma. Sin embargo, los roces étnicos entre los abjasios y georgianos llevaron a que el 23 de julio de 1992 se declarara unilateralmente su independencia.
Después de una cruenta guerra entre las tropas georgianas y los paramilitares rusos y abjasios, se estableció un cese el fuego en 1994, y hasta 2008, Abjasia permaneció de facto como un Estado independiente sin reconocimiento internacional, pero con apoyo de la Federación de Rusia.
En 2006, las tropas georgianas entraron en Abjasia e impusieron su dominio sobre la zona de la Alta Abjasia. Desde el 27 de septiembre de ese año, el gobierno de iure se estableció en dicha zona, fijando su sede en la localidad de Chjalta, en la zona del valle de Kodori. Sin embargo, la avanzada georgiana fue expulsada del territorio de Abjasia tras la intervención militar de Rusia después del estallido de la Segunda guerra de Osetia del Sur en agosto de 2008. El día 26 de ese mismo mes, la Federación de Rusia se convirtió en el primer país en reconocer su independencia y la de Osetia del Sur, movimiento que fue seguido por otros cinco Estados con el rechazo de Estados Unidos, la Unión Europea y la OTAN.

## Nombre
El nombre de la región es Аҧсны, Apsný en abjasio, აფხაზეთი, Apjazeti, en georgiano y Абхазия, Abjáziya en ruso.  En megreliano, Abjasia se conoce como აბჟუა (Abzhua) o სააფხაზო (Saapjazo).
El ruso Abjáziya es una adaptación del georgiano, y los nombres de la región en español y otras lenguas occidentales derivan directamente de la forma rusa.
Una etimología popular abjasia lo interpreta como «País del alma», pero literalmente significa «país de los abjasios», es decir, de los «seres humanos» (literalmente, mortales).
El pueblo abjasio desciende de los asbagios (en griego antiguo: Αβασγοί, romanizado: Abasgoi; en latín: Abasci, Abasgi) de la Baja Antigüedad y quizás de los apsilios clásicos. El nombre aparece en un texto armenio del siglo VII como Psin(oun), posiblemente en referencia a los apsilios.
El Estado es designado formalmente como la «República de Abjasia» o «Apsný».

## Historia

### Historia temprana
Entre el siglo IX y el siglo VI a. C., el territorio de la Abjasia moderna era parte de la Cólquida, famosa en la mitología griega por ser el lugar donde los argonautas robaron el vellocino de oro. Este reino fue absorbido posteriormente en el 63 a. C. en el Reino de Egrisi, conocido por las fuentes romanas-bizantinas como Lázica.
Entre el 1000 y el 550 antes de Cristo, los griegos establecieron colonias comerciales a lo largo de la costa del mar Negro, en particular, en Pitiunt y Dioscurias; esta se convertiría en la capital de la actual Abjasia. Se encontraron con tribus guerreras locales a las que denominaron Heniochi. Los autores clásicos describen los diversos pueblos que vivían en la región y la gran multitud de idiomas que hablaban. Arriano, Plinio y Estrabón mencionan a los abasgoi (que generalmente se consideran ancestros de los modernos abjasios) y los moschoi (tenidos normalmente por antepasados de los pueblos mesjetios de Georgia) en algún lugar de la Abjasia moderna en la orilla oriental del mar Negro.
El Imperio romano conquistó Egrisi en el siglo I y la administró hasta el siglo IV, después de lo cual se recuperó cierta independencia, aunque la región se mantuvo dentro de la esfera de influencia del Imperio bizantino. Aunque no se ha determinado el tiempo exacto en que la población de la región de Abjasia se convirtió al cristianismo, se sabe que el Metropolitano de Pityus participó en el primer Concilio Ecuménico en Nicea en el año 325.
A mediados del siglo VI, los bizantinos y la Persia sasánida se disputaron la supremacía de Abjasia durante veinte años, periodo que se denomina guerra lázica.
Abjasia, o Abasgia en las fuentes clásicas, anteriormente parte de Cólquida y más tarde de Egrisi (Lázica) hasta finales del año 690, fue un principado sometido a la autoridad bizantina. Anacopia era la capital del principado. El país estaba en su mayoría poblado por cristianos y la sede del arzobispado estaba en Pityus. Una incursión árabe en Abjasia encabezada por Marwan II fue repelida por León III y sus aliados de Egrisi y Kartli en el año 736.
Después de adquirir Egrisi a través de una unión dinástica del año 780 se estableció el reino de Abjasia y se convirtió en una potencia dominante en el Cáucaso occidental. Durante este período, el idioma georgiano reemplazó al griego como lengua de la alfabetización y la cultura. El reino de Georgia occidental floreció entre los años 850 y 950, cuando se anexó partes significativas del centro de Georgia. Luego aconteció un período de agitación que terminó con la unión de los Estados de Georgia oriental y Abjasia en una sola monarquía georgiana, encabezada por el rey Bagrat III (que fue enterrado en el monasterio de Bedia en el este de Abjasia) a finales del siglo X y principios del siglo XI.

### Lázica

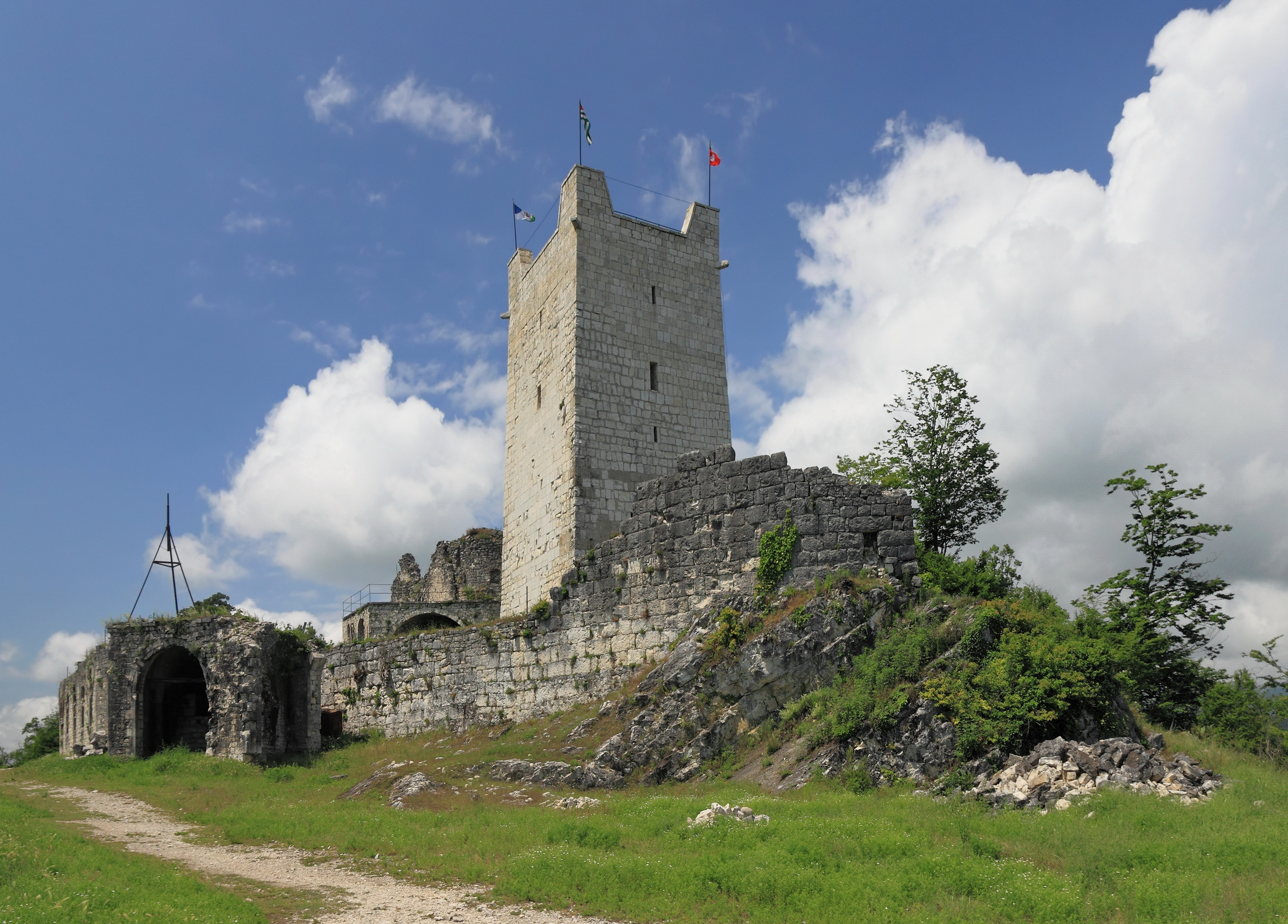
Ruinas de un antiguo castillo en Anacopia, capital abjasia durante la época bizantina.

El devastado reino de Cólquida cayó bajo la dominación romana y fue convertido en la provincia de Lázica. La helenización, que había comenzado con la llegada de Alejandro Magno, se intensificó en esta época. A pesar de la larga lucha entre romanos y partos por el control de la zona, la región de Lázica se mantuvo floreciente y en relativa paz, aunque sufriese algunas incursiones militares partas desde Oriente.
Ya como parte del Imperio bizantino, en el siglo III Lázica comenzó a obtener cierto grado de autonomía, que llevó al establecimiento de un reino de Lázica-Egrisi independiente, compuesto por los principados de los zanes, los esvanos, los psyles y los sanyghes. La expansión del cristianismo durante estos años fue importantísima, aunque ya se había iniciado con los viajes misioneros del apóstol Simón el Cananeo, quien se supone que sufrió el martirio con una sierra en la ciudad de Suaniri. En el año 523 se declaró el cristianismo ortodoxo religión oficial y se designó a San Jorge patrón del país.
Tras varios años de autogobierno, Abjasia fue reincorporada al Imperio bizantino en el año 562. Durante más de ciento cincuenta años, Lázica gozó de un nuevo periodo de paz y prosperidad.

### Reino de Abjasia

El Cáucaso en la Plenitud de la Edad Media

En el año 656 las tropas árabes del Califato Omeya invadieron los reinos cristianos del Cáucaso, pero Lázica resistió. El establecimiento del Emirato de Tefelis provocó la huida de los habitantes kartvelianos del destruido Reino de Iberia hacia el oeste. Así, Lázica, tradicionalmente habitada por los esvanos y los zanes, se vio ocupada por etnias georgianas.
En el año 767, un arconte (archontos, gobernador bizantino) expulsó a las tropas bizantinas establecidas y proclamó la independencia del reino de Egrisi-Abjasia, asumiendo como rey el nombre de León I de Abjasia. Se fijó la capital en Kutaisi y, si bien en un principio mezcló características locales con bizantinas, con el paso de los años, Abjasia fue acabando con las reminiscencias del antiguo Imperio, sustituyéndolas por costumbres georgianas. Ejemplo de esto fue el cisma acaecido entre el rey León I y el patriarca de Constantinopla, que determinó la conversión de Abjasia a la Iglesia ortodoxa georgiana, a cargo del patriarca de Mtsjeta.
Las derrotas sufridas por los árabes permitieron la formación de nuevos Estados caucásicos. A finales del siglo X, el rey David de Tao-Klardsheti conquistó el principado de Kartli. En el año 975, David dejó a su hijo adoptivo como rey de Kartli con el nombre de Bagrat III. Tras la muerte de Teodosio III, el Ciego en el año 978, el trono de Abjasia fue entregado a Bagrat III, en su calidad de sucesor y sobrino del difunto rey. Con la muerte de David en el año 1001, Bagrat III asumió el poder en Tao-Klardsheti y, finalmente, siete años más tarde, anexó Kajeti y Ereti, coronándose rey de la Georgia unificada. Solamente las tierras de Tiflis, bajo dominación árabe, y parte del sur de Tao, gobernada por Constantinopla, no formaron parte de este nuevo reino.

### Reino de Georgia

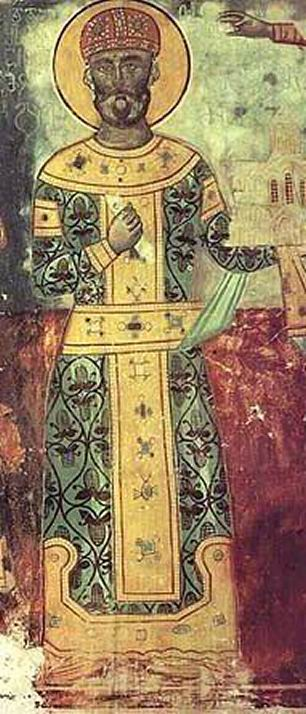
El rey David IV de Georgia.

El reino de Abjasia se unió por sucesión dinástica con el recién formado de Georgia en 1008: Bagrat III de Abjasia devino Bagrat III de Georgia.

Desde mediados del siglo XI el Reino de Georgia fue asolado por las invasiones de los turcos selyúcidas. Las fuerzas combinadas de armenios, bizantinos y georgianos fueron aplastadas por los invasores islámicos en la batalla de Manzikert, en el 1071, lo que permitió que diez años más tarde la mayor parte del Reino de Georgia fuera conquistada y devastada por los selyúcidas. Solo Abjasia se mantuvo libre de la invasión y sirvió como refugio a los georgianos que huían de la catástrofe. A la vez, el caos en el que se encontraba el país provocó el surgimiento de ideales secesionistas en Esvanetia, que llevaron a ataques en contra de Abjasia. Aunque el rey Jorge II logró sofocar la rebelión, la presión ejercida al tratar de mantener unificado al país, motivó su abdicación en el 1089.
Su sucesor, David IV, logró manejar las invasiones de los árabes. Durante la Primera Cruzada y usando a Abjasia como su centro de operaciones, David el Restaurador logró recuperar parte de Georgia, hasta que finalmente derrotó a los selyúcidas en la batalla de Didgori, el 12 de agosto de 1121. Durante su reinado, David IV logró establecer a Georgia como una potencia regional e inició la Edad Dorada del reino. Este período de esplendor tuvo su clímax durante el gobierno de la reina Tamar. Entre los años 1194 y 1204 Georgia se expandió hacia el sur, conquistando tierras de Armenia y del actual Irán, como la ciudad de Tabriz, y fundó el Imperio de Trebizonda.
La literatura y el arte se desarrollaron plenamente durante estos años y Abjasia se convirtió en una próspera provincia del Gran Reino de Georgia. Sin embargo, la Edad Dorada del Reino de Georgia acabó con las invasiones mongolas del siglo XIII.
Bajo el dominio mongol Georgia cayó en crisis y su reino se fracturó en diversos Estados. En 1260, bajo el reinado de David VI Narin, fue fundado el Reino de Imereti, que aún permanecía como parte de Georgia. Imereti concentraba la zona poniente de Georgia, abarcando Abjasia, Mingrelia y Guria. En 1455 se declaró oficialmente su independencia al dividirse Georgia en tres Estados: la propia Imereti, Kartli y Kajeti. Desde esa fecha, Abjasia fue campo de batalla de las luchas entre los georgianos, Persia, Rusia y el Imperio Otomano. Entre 1478 y 1483, se instauró una dominación de Kajeti sobre Abjasia, pero pronto sería expulsada.
En 1578 los otomanos entraron en la región y se estableció un principado vasallo en Abjasia. Aunque se realizaron importantes intentos de islamización en la región, el cristianismo continuó predominando, en parte gracias a la fuerte influencia rusa a partir del siglo XVIII. Durante esos años, el proceso de islamización fue fortalecido, provocando una división en las élites abjasias entre los cristianos ortodoxos y los conversos al Islam.

### Dentro del Imperio ruso

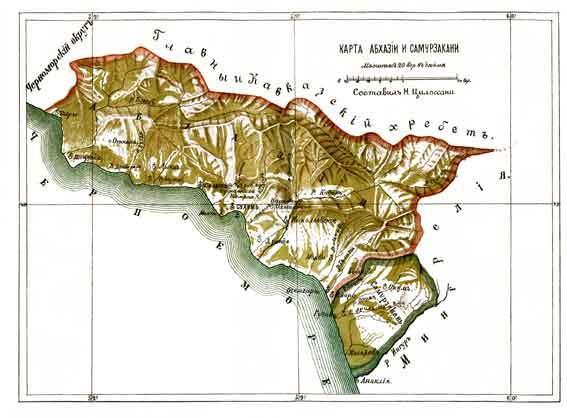
Las fronteras del Distrito de Sujumi y de Samurzakán en 1899, cuando Abjasia era parte del Imperio ruso.

En el comienzo del siglo XIX, mientras que los rusos y los otomanos iban compitiendo por el control de la región, los gobernantes de Abjasia cruzaban a uno y otro lado de la divisoria religiosa. El primer intento de entrar en relaciones con Rusia fue hecho por Keilash Bey en 1803, poco después de la incorporación de Georgia oriental al Imperio zarista en expansión (1801). Sin embargo, la orientación prootomana prevaleció por un corto tiempo después de su asesinato por su hijo Aslán-Bey el 2 de mayo de 1808. El 2 de julio de 1810, los infantes de marina rusos irrumpieron en Sujum-Kale y Aslán-Bey sería reemplazado por su hermano, Sefer-Bey (1810-1821), que se había convertido al cristianismo y había tomado el nombre de Jorge. Abjasia se unió al Imperio Ruso como un principado autónomo, en 1810. Sin embargo, el gobierno de Jorge Shervasidze, así como el de sus sucesores, se limitaba a las proximidades de Sujum-Kale y el área del Bzyb. La siguiente guerra ruso-turca mejoró fuertemente las posiciones rusas, lo que lleva a una división aún más en la élite de Abjasia, principalmente a lo largo de las divisiones religiosas. Durante la Guerra de Crimea (1853-1856), las fuerzas rusas tuvieron que evacuar Abjasia y el Príncipe Miguel (1822-1864) al parecer cambió hacia los otomanos.
Más adelante, la presencia rusa se reforzó y los montañeses del Cáucaso occidental fueron finalmente subyugados por el Imperio ruso en 1864. La autonomía de Abjasia, que había funcionado como una «zona tampón» prorrusa en esta región conflictiva, ya no era necesaria para el gobierno zarista y el gobierno de los Shervashidze llegó a su fin. En noviembre de 1864, el Príncipe Miguel se vio obligado a renunciar a sus derechos y a reinstalarse en Vorónezh. Más tarde ese mismo año, Abjasia fue incorporada al Imperio ruso como una provincia militar especial de Sujum-Kale que se transformó, en 1883, en un ókrug como parte de la Gobernación de Kutaisi. Un gran número de musulmanes abjasios, que se dice que han constituido hasta un 40 % de la población de Abjasia, emigraron al Imperio otomano entre 1864 y 1878 con otras poblaciones musulmanas del Cáucaso, un proceso conocido como Muhayirismo.

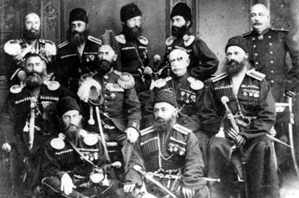
Generales abjasios y georgianos del Ejército Imperial Ruso,

Grandes áreas de la región quedaron deshabitadas y muchos armenios, georgianos, rusos y otros emigraron posteriormente a Abjasia, repoblando gran parte del territorio desocupado. Algunos historiadores afirman que las tribus de Georgia (esvanos y megrelianos) habían poblado Abjasia desde la época del Reino de Cólquida.
Por decisión oficial de las autoridades rusas los residentes de Abjasia y Samurzakán tenían que estudiar y orar en ruso. Después de la deportación masiva de 1878, los abjasios quedaron en minoría, oficialmente marcados como «pueblo culpable», y no tenían ningún líder capaz de montar una oposición seria a la rusificación. El 17 de marzo de 1898, el departamento sinodal de la Iglesia ortodoxa rusa de Georgia-Imereti, por orden 2771, de nuevo prohibía la enseñanza y la celebración de servicios religiosos en georgiano en las escuelas eclesiales y las iglesias del distrito de Sujumi. Siguieron protestas masivas de la población georgiana de Abjasia y Samurzakán, llegando la noticia al emperador de Rusia. El 3 de septiembre de 1898, el Santo Sínodo emitió la orden 4880, que decretaba que aquellas parroquias donde la congregación era megreliana, es decir, georgianos, realizarían los servicios religiosos y la educación en georgiano, mientras que las parroquias abjasas utilizarían el eslavo eclesiástico. En el distrito de Sujumi, esta orden se llevó a cabo en sólo tres de 42 parroquias. Tedo Sajokia exigió a las autoridades rusas introducir los idiomas abjasio y georgiano en los servicios religiosos y en la educación. La respuesta oficial fue una demanda criminal contra Tedo Sajokia y líderes de su «Partido Georgiano» activos en Abjasia.

### Dentro de la Unión Soviética

Mapa del Cáucaso Soviético (1936-1991) que muestra la RASS de Abjasia dentro de la RSS de Georgia.

La Revolución rusa de 1917 llevó a la creación de la República Democrática de Georgia independiente que incluía Abjasia, en 1918. El apoyo alemán permitió a los georgianos repeler la amenaza bolchevique de Abjasia en 1918. La Constitución de 1921 concedió autonomía a Abjasia.
En 1921, el Ejército Rojo bolchevique invadió Georgia y terminó su independencia efímera. Abjasia se convirtió en una República Socialista Soviética (RSS de Abjasia) con la condición ambigua de una República asociada a la RSS de Georgia. En 1931, Iósif Stalin hizo una República autónoma (República Autónoma Socialista Soviética de Abjasia, o RASS de Abjasia) dentro de la RSS de Georgia. A pesar de su autonomía nominal, fue sometida a un fuerte gobierno directo de las autoridades centrales soviéticas. Bajo el gobierno de Stalin y Beria las escuelas abjasias estaban cerradas, exigiendo que los niños de Abjasia estudiasen en el idioma georgiano. La publicación de materiales en abjasio disminuyó y finalmente se detuvo por completo; las escuelas abjasias fueron cerradas en 1945-1946. En el terror de 1937-1938, la élite gobernante fue quitando abjasios y en 1952 más del 80 % de los 228 funcionarios del partido y del gobierno eran de origen georgiano; quedaban 34 abjasios, 7 rusos y 3 armenios en estos puestos. El líder del Partido Comunista de la RSS de Georgia, Kandid Charkviani apoyó la georgianización de Abjasia.
La política de represión se alivió después de la muerte de Stalin y la ejecución de Beria, y los abjasios tuvieron un papel más importante en el gobierno de la república. Al igual que en la mayor parte de las repúblicas autónomas más pequeñas, el gobierno soviético estimuló el desarrollo de la cultura y en particular de la literatura. La RASS de Abjasia era la única república autónoma en la URSS en la que la lengua de la nación titular (en este caso el abjasio) fue confirmada en su Constitución como una de sus lenguas oficiales.

### Abjasia bajo administración rusa y soviética

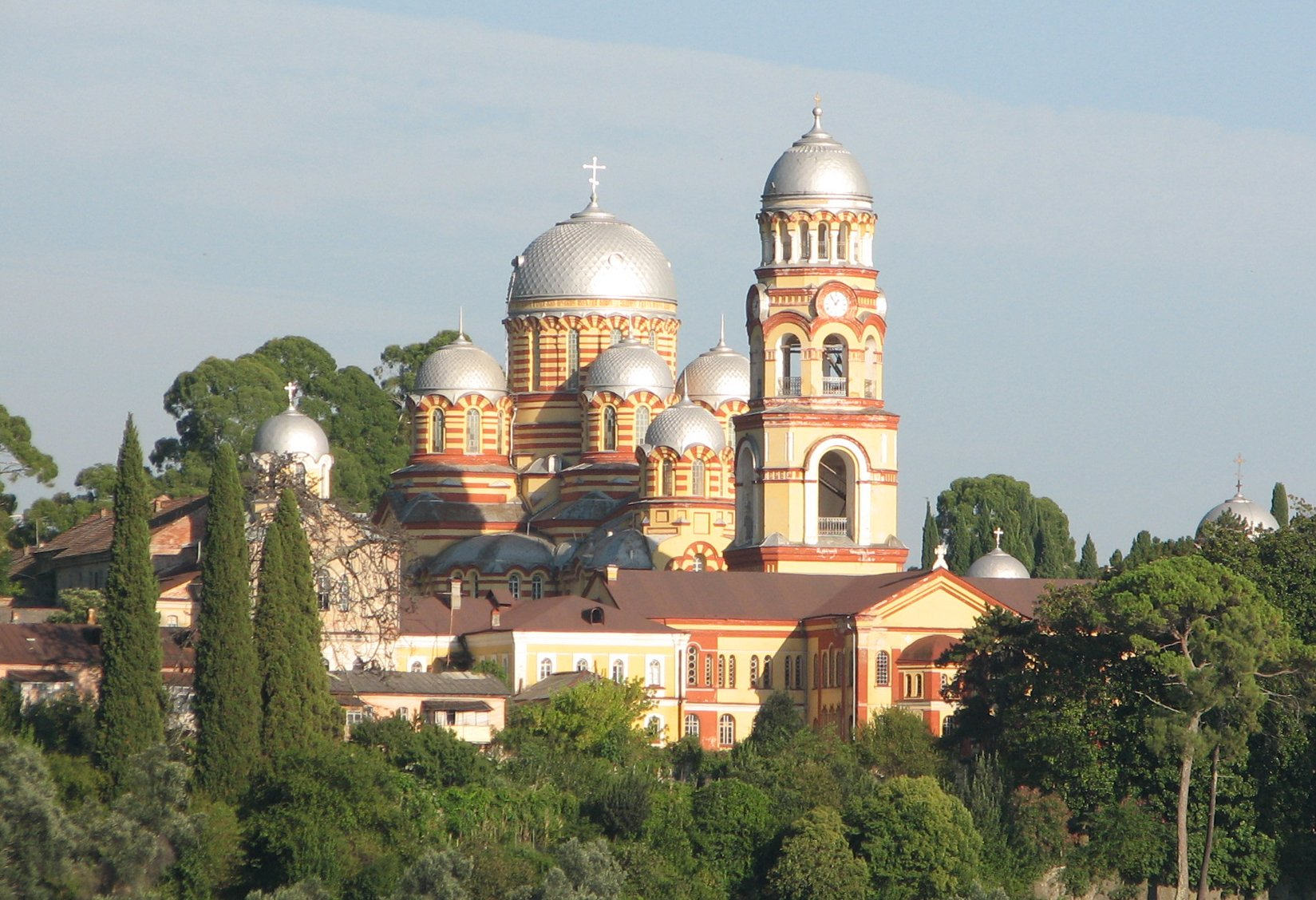
Monasterio de Novi Afón construido a finales del siglo XIX cerca de la cueva de Simón Zelote.

Después de dominar gran parte del territorio circundante (en 1801 había sido anexado el Reino de Kartli-Kajetia), el Imperio Ruso se anexionó Abjasia en 1810. Sin embargo, no controló completamente el territorio hasta 1842, y sólo logró someterlo a partir de 1865, cuando acabó con el Principado de Abjasia.
El dominio ruso fue ampliamente reprobado por la población local, sobre todo por causa de la fuerte persecución religiosa, en marcha por entonces, contra los musulmanes. El estallido de la guerra ruso-turca, que se extendió entre 1827 y 1828, provocó el establecimiento de un duro régimen en Abjasia, colindante a la zona en conflicto. El rechazo hacia los rusos se exacerbó cuando éstos utilizaron Abjasia como base para atacar a los circasianos, pueblo emparentado con los abjasios. Finalmente, Moscú impuso un masivo éxodo de musulmanes abjasios hacia el Imperio Otomano. Así, entre 1864 y 1878, más del 60 % de la población de Abjasia (aproximadamente 200 000 personas) huyó hacia el sur. Para compensar esta pérdida, las autoridades imperiales rusas fomentaron la inmigración georgiana, armenia y rusa. Según datos de la Enciclopedia Británica de 1911, de los 40 000 habitantes de Sukhum-kaleh (actual Sujumi), dos tercios eran georgianos migrelianos y sólo un tercio abjasios.
Tras la Revolución de Octubre y la creación de la Unión Soviética, los bolcheviques prometieron autonomía al pueblo de Abjasia. En 1931, Stalin realizó una reorganización administrativa, convirtiendo a Abjasia en la RASS de Abjasia. Sin embargo, la misma fue incorporada a la RSS de Georgia. A pesar de tener nominalmente cierta autonomía, esta nunca entró en vigor y el gobierno de Tiflis realizó una fuerte campaña de georgización de Abjasia. Mientras tanto, miles de abjasios eran abatidos como parte de las operaciones soviéticas contra la resistencia al régimen.
Con la muerte de Stalin y la ejecución de Lavrenty Beria, principal líder de la represión, Abjasia recuperó su autonomía. Se promovió el desarrollo de la cultura y la literatura abjasia. También se establecieron en los puestos burocráticos cupos preferenciales para la población de origen abjasio. No obstante, esta representaba una minoría dentro del país, por lo que tales medidas generaron descontento entre los habitantes de extracción georgiana, que vieron en estos privilegios una discriminación contra su etnia.

### Guerra de Abjasia
Durante la década de 1980, la tensión entre ambos grupos étnicos comenzó a escalar rápidamente, debido a los deseos de la élite georgiana de independizarse de la URSS. Temiendo que una probable emancipación del gobierno de Tiflis pudiera derivar en una completa georgización de Abjasia, los abjasios juntaron más de 30 000 firmas para que el gobierno de Mijaíl Gorbachov declarara a la RASS de Abjasia como un miembro pleno derecho de la Unión.
La tensión estalló el 16 de julio de 1989, cuando se trató de instalar una sede de la Universidad Estatal de Tiflis en Sujumi. La violencia contra los georgianos, desatada por extremistas abjasios, terminó con 16 muertos y 137 heridos. Tras varios días de violencia, el ejército soviético intervino para restaurar el orden en la ciudad.
El 23 de agosto de 1990, ante la inminente disolución de la Unión Soviética, el Sóviet Supremo de Abjasia declaró su independencia de la RSS de Georgia y su inclusión como miembro pleno de la Unión Soviética. El acceso a la sesión fue impedido por los legisladores de origen georgiano, que tenían desde Tiflis la orden de boicotear esta declaración.
Finalmente Georgia declaró su independencia el 9 de abril de 1991. Sin embargo, el gobierno de Zviad Gamsajurdia se ganó el rechazo de los georgianos y fue depuesto en enero de 1992 por el general Tengiz Kitovani. El sucesor en la presidencia sería Eduard Shevardnadze, antiguo ministro soviético de Relaciones Exteriores. Aunque Shevardnadze no era nacionalista, el gobierno que heredó de Gamsajurdia estaba plagado de políticos que sí lo eran, por lo que debió actuar bajo sus criterios para evitar una caída de su recién asumido gobierno.

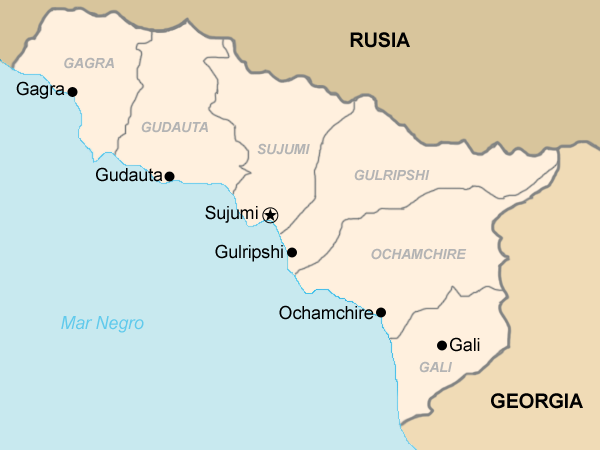
División administrativa de Abjasia anterior a 1995.

El 22 de febrero de 1992, fue abolida la Constitución de la RSS de Georgia y se reinstauró la de la antigua República Democrática de Georgia. Para los abjasios esto anulaba su nivel de autonomía, por lo que en respuesta a ello declararon su independencia el 23 de julio de ese mismo año. Aprovechando esta situación, muchos partidarios de Gamsajurdia (zviadistas) se refugiaron en Abjasia.
Con el pretexto de que los zviadistas habían secuestrado al ministro del Interior georgiano, y lo mantenían cautivo en Abjasia, el gobierno de Tiflis envió a más de 3000 militares hacia la provincia rebelde para restaurar el orden, dando inicio a la guerra el 14 de agosto de 1992. Fuertes combates estallaron entre el Ejército georgiano y las milicias abjasias en las cercanías de Sujumi. Esto no evitó que el día 18 las tropas georgianas lograsen entrar en la capital, controlando gran parte del territorio y provocando la huida del Gobierno independentista abjasio a la ciudad de Gudauta.
La derrota de los rebeldes provocó, en primera instancia, la formación de una Confederación de Pueblos Montañeses del Cáucaso: una agrupación paramilitar de diferentes pueblos prorrusos (osetios, cosacos, chechenos, etc.) de la zona. Cientos de voluntarios provenientes de Rusia, como el checheno Shamil Basáyev, se sumaron a la causa separatista abjasia. Aunque el 3 de septiembre se negoció en Moscú un plan de cese de hostilidades, durante los primeros días de octubre Gagra fue atacada por los abjasios y las tropas de la CPMC. Después de su victoria muchos georgianos murieron, mientras otros huyeron de la ciudad o fueron evacuados por la Armada de Rusia.
Aunque Rusia se declaraba neutral en el conflicto, existen muchos testimonios de bombardeos de tropas georgianas por parte de aviones rusos. Shevardnadze acusó a Moscú de realizar una guerra no declarada contra Georgia, teoría que se vio reforzada cuando fueron capturados militares rusos entre los separatistas, motivando que el 11 de marzo de 1993 las tropas georgianas derribaran un avión militar ruso que sobrevolaba el territorio abjasio.
Los paramilitares lanzaron una fuerte ofensiva para capturar Sujumi pero fueron repelidos. En ese momento comenzó un genocidio contra los georgianos por parte de los rebeldes y de los abjasios en los territorios controlados por el Ejército. Se estima que más de 6000 personas perecieron como parte de estos métodos de limpieza étnica.
El 2 de julio, los combates se reanudaron después de que, con apoyo aéreo ruso, los rebeldes llegaran a la villa de Tamishi y se acercaran a la capital, siendo nuevamente repelidos tras una violenta batalla. Sin embargo, Sujumi fue rodeada por los rebeldes. El 27 de julio de 1993, se firmó un acuerdo de alto al fuego en Sochi, que fue otra vez roto en un par de meses.
Durante una visita del presidente Shevardnadze a Sujumi el 16 de septiembre de 1993, las tropas secesionistas iniciaron un ataque definitivo contra la ciudad. Ante la inminente caída de Sujumi y el ataque incendiario contra el hotel donde estaba alojado y del que se salvó casi milagrosamente, Shevardnadze debió huir de la ciudad en un buque ruso.
Sujumi cayó el 27 de septiembre y con este hecho, las fuerzas separatistas lograron controlar rápidamente el resto del territorio de Abjasia y expulsaron a la mayoría de las comunidades de origen georgiano. Se estima que más de 10 000 murieron[cita requerida] durante el conflicto y entre 250 000 a 300 000 debieron huir de Abjasia. Estos exiliados se dirigieron principalmente a la zona de Samegrelo, epicentro de la guerra civil contra los zviadistas.
En diciembre de 1993, los líderes georgianos y abjasios firmaron un acuerdo de paz tras la mediación de la ONU y Rusia. El 4 de abril de 1994, se firmó en Moscú la «Declaración de Políticas para el Conflicto Georgiano-Abjasio». A su vez, en junio del mismo año, las fuerzas de paz de la Comunidad de Estados Independientes (CEI) compuestas solo por soldados rusos entraron en Abjasia y meses después lo hizo la Misión de Observación de las Naciones Unidas en Georgia.
Sin embargo, las atrocidades contra la etnia georgiana no acabaron. Se estima que 1500 georgianos fueron exterminados[cita requerida] tras el acuerdo de paz. El 14 de septiembre de 1994, a través de una cadena de televisión, los líderes de Abjasia ordenaron la expulsión de todos los georgianos antes del día 27, aniversario de la caída de Sujumi. El 30 de noviembre, fue firmada una nueva Constitución reafirmando la independencia de Abjasia, la que aun así no fue reconocida por ninguna otra nación y fue repudiada por los Estados Unidos. El 21 de marzo de 1995, ACNUR acusó a las milicias abjasias de asesinatos y torturas de docenas de refugiados en la zona de Gali. Mientras tanto, y a pesar del embargo que pesaba sobre la región, Rusia apoyaba militar y económicamente al nuevo Gobierno abjasio.
En abril de 1998, cientos de fuerzas abjasias entraron en el distrito de Gali, asesinando a varios georgianos que aún permanecían en la zona. Eduard Shevardnadze, sin embargo, rechazó enviar tropas a la zona de conflicto y firmó un nuevo cese al fuego el 20 de mayo del mismo año. Esta nueva escalada terminó con cientos de muertos y más de 20 000 nuevos refugiados georgianos.

### Conflictos políticos
El 3 de octubre de 2004, fueron realizadas las elecciones presidenciales para determinar al sucesor de Vladislav Ardzinba, el entonces presidente de Abjasia. Rusia apoyó decididamente al primer ministro Raul Khadjimba, el cual contaba con el apoyo de Vladímir Putin, de diputados y otras personalidades rusas, y del propio Ardzinba. Sin embargo, el 12 de octubre de 2004, la Corte Suprema de Abjasia, tras una serie de decisiones contradictorias del Comité Electoral, reconoció la victoria del empresario Sergei Bagapsh, acusado por sus detractores de ser progeorgiano o partidario de la negociación con Tiflis. Ardzinba acusó de ilegal la decisión y la presión ejercida provocó que la Corte se retractara. Sin embargo, al día siguiente la Corte Suprema volvió a nombrar como presidente a Bagapsh. Los partidarios de Khadjimba tomaron el edificio del Parlamento abjasio, mientras que los de Bagapsh hicieron lo mismo con un canal de televisión. Para evitar mayores problemas, Ardzinba reemplazó a Khadjimba por Nodar Khashba.
El 12 de noviembre de 2004, partidarios de Bagapsh tomaron la sede del Gobierno abjasio, haciendo que Khashba huyera. En este desorden, la lingüista abjasia y partidaria de Bagapsh Tamara Shakryl fue asesinada, probablemente por la guardia de Ardzinba. A causa del caos en Sujumi, Rusia dejó claro que intervendría directamente en Abjasia si sus intereses en la zona se vieran afectados, acusando a Bagapsh de ser el responsable de la situación. Tras estos hechos Georgia reaccionó declarando que nuevamente Rusia «se entrometía» en asuntos internos del país.
El día 14 de noviembre, Khashba, acusado por los familiares de Shakryl como responsable por su muerte, debió refugiarse en los cuarteles centrales de las tropas de paz rusas en Sujumi. La tensión continuó hasta el 7 de diciembre, día de la toma de posesión de Bagapsh. Al asumir el cargo Bagapsh llegó a un acuerdo con Khadjimba para organizar un gobierno con este como vicepresidente. Este nuevo gobierno fue aprobado con un 90% de los votos y comenzó el 12 de febrero de 2005, acabando con esta crisis.

### Negociaciones

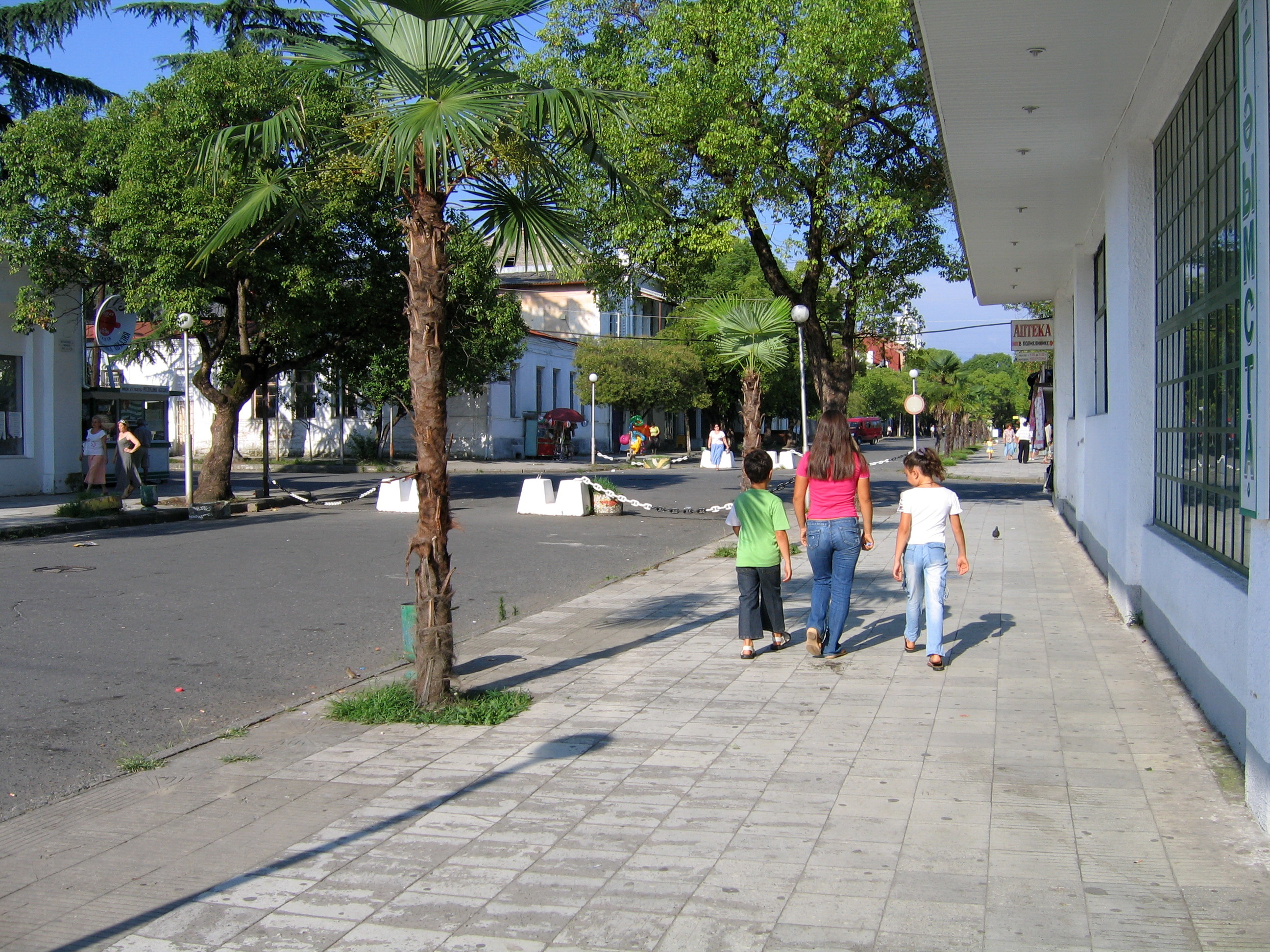
Avenida de la Paz, en Sujumi, la capital de Abjasia.

Tras la guerra Abjasia se organizó como un Estado independiente, que sin embargo no fue reconocido por ningún Estado y solo contó con el apoyo informal de Rusia. Las tropas de paz de la UNOMIG y de la CEI se establecieron en Abjasia con el fin de evitar una nueva escalada militar en contra de los georgianos que permanecían dentro del territorio.
Diversos intentos surgieron con el fin de encontrar una solución a la situación abjasia. El Gobierno de Abjasia presentó diversas propuestas que variaban desde un reconocimiento absoluto a su independencia hasta la integración como miembro asociado a la Federación Rusa. Aunque Rusia rechazó las proposiciones inició un proceso de entrega de ciudadanía rusa a un gran número de abjasios. Por otra parte, la Unión Europea y la ONU manifestaron que Abjasia debía mantenerse como parte de Georgia y que, en caso de querer independizarse, deberían regresar todos los exiliados georgianos y realizar un referendo. El Gobierno georgiano, por su parte, mantuvo su idea de reintegrar Abjasia a su territorio, pero ha tenido diferentes planes para realizarlo. Para ello, al menos dos planes de paz fueron propuestos. Uno dividiría a Georgia en siete entidades autónomas con poder sobre políticas económicas y de seguridad interior, mientras el Gobierno central administraría la defensa y las relaciones exteriores. La segunda propuesta establecería una república federal semejante a la formada por Serbia y Montenegro hasta 2006.

### Nuevos conflictos

Principales hitos de la Guerra ruso-georgiana (2008) en agosto de 2008 y zonas ocupadas por Georgia en Abjasia antes del conflicto.

Pese a las propuestas de solución pacífica, el bando georgiano no desechó la idea de someter Abjasia por métodos militares, especialmente tras la caída de Aslan Abashidze, caudillo de la también rebelde región de Ayaria, en 2004. Mijeíl Saakashvili, presidente de Georgia tras la llamada Revolución de las Rosas, propuso reintegrar tanto Abjasia como Osetia del Sur de igual manera, aunque luego se retractó. Saakashvili manifestó que el problema de Abjasia en realidad era un conflicto entre Georgia y Rusia, sugiriendo que el Gobierno separatista abjasio sería un gobierno títere dependiente de Moscú. Tras fuertes presiones, el Gobierno ruso aceptó la retirada de sus bases militares en Abjasia durante el año 2003, dejando solo sus cuerpos de paz.
En julio de 2006, el jefe paramilitar del valle de Kodori, ubicado en el noroeste del país y la única parte del país no sometida a dominio abjasio, anunció el rearme de sus grupos de guerrilleros, acto que rechazó el Gobierno georgiano. El día 25 de ese mes, el Ejército georgiano entró a Abjasia y, en menos de dos días, se apoderó de la zona de Kodori eliminando a Emzar Kvitsiani, el «señor de la guerra» esvano que había controlado hasta entonces el territorio. El 27 de septiembre de ese año, con la presencia de Saakashvili y del patriarca de la Iglesia ortodoxa griega, la zona controlada por el Ejército fue renombrada «Alta Abjasia» y se constituyó oficialmente en sede de la administración georgiana en el territorio.
Las ideas de someter a Abjasia y Osetia del Sur por medios militares resurgirían tras una serie de conflictos entre Tiflis y Moscú, y, el 8 de agosto de 2008, las tropas georgianas invadieron las zonas secesionistas osetias. Este hecho suscitó el estallido de la Segunda guerra de Osetia del Sur tras la penetración del Ejército ruso en Osetia del Sur y su avance hacia territorio georgiano. Voluntarios abjasios viajaron a Osetia a colaborar con las tropas separatistas, mientras fuerzas militares rusas entraban a Abjasia para apoyar los ataques contra Georgia. Al día siguiente el Gobierno separatista abjasio estableció un nuevo frente de guerra al acometer a las fuerzas georgianas localizadas en el valle de Kodori. Tras la batalla del valle de Kodori, el Ejército abjasio tomó el control completo del valle, por lo que todo el territorio de Abjasia quedó bajo la soberanía del Gobierno separatista, cuyas autoridades manifestaron su intención de consolidar la frontera abjasio-georgiana mediante un acuerdo con Rusia para que esta desplegase tropas en la zona, además de la construcción de guardafronteras y vallas con alambres de espino.
Tras el fin de las hostilidades, que concluyeron con gran parte del territorio georgiano bajo ocupación rusa y con Abjasia completamente dominada por los independentistas, empezaron los procedimientos para que Rusia reconociese la independencia abjasia. El 25 de agosto de 2008, las dos cámaras de la Asamblea Federal de la Federación Rusa solicitaron al presidente Dmitri Medvédev reconocer la independencia de Abjasia y Osetia del Sur, lo que a su vez ha sido tajantemente rechazado por Estados Unidos y los países miembros de la OTAN y ha tensado las relaciones de Rusia con Occidente. Finalmente, al día siguiente, el presidente ruso reconoció la independencia de ambas regiones.

### Pandemia de 2020
Al igual que la mayoría de países del mundo, Abjasia se ha visto afectada por la pandemia de coronavirus 2020-2021. A fecha 3 de agosto, el ministerio de sanidad contabilizaba 98 casos confirmados en el territorio, 3 fallecimientos y 37 recuperados. El domingo previo confirmó 14 casos más respecto al día anterior, completando el total citado.

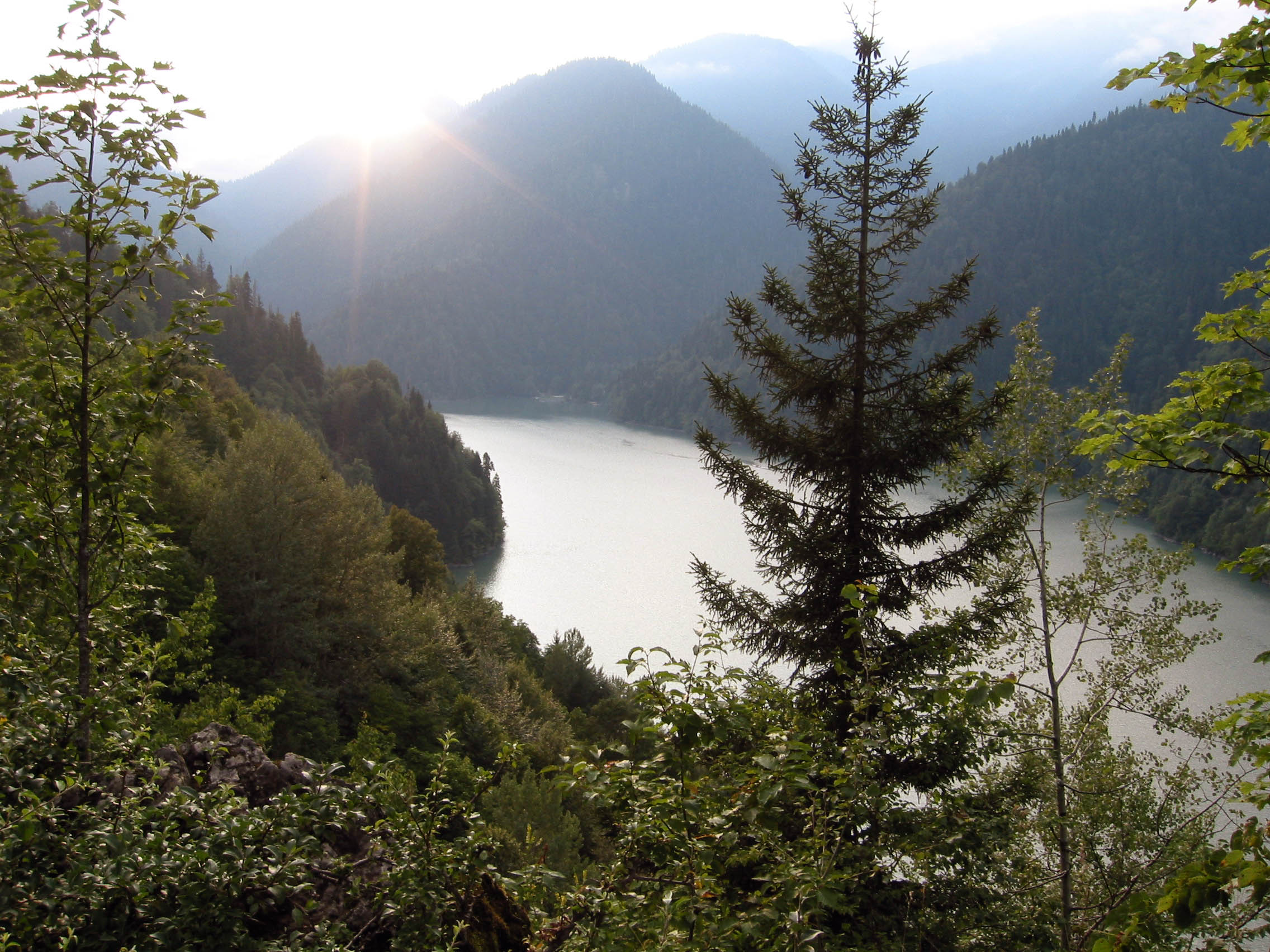
Vista del lago Ritsa

El 31 de agosto, los casos totales eran de 330, con 120 personas recuperadas y 4 decesos.

## Geografía
Abjasia se ubica en la región del Cáucaso, límite entre Asia y Europa. Es una tierra montañosa, recorrida por el Cáucaso (que separan a Abjasia de Circasia), y cuyas costas son bañadas por el mar Negro. De sus 8700 km² de extensión, un 75 % corresponde a zonas montañosas, especialmente en la zona oriental, cercana a Esvanetia, donde algunos montes superan los 4000 metros de altitud, como por ejemplo el Pico Dombái, máxima altitud de Abjasia. 
Los diferentes brazos que se desprenden de la cordillera principal, forman profundos valles con pequeños pero importantes cauces fluviales. Un ejemplo de esto es el lago Ritsa, al norte de Gagra, considerado uno de los lagos montañosos más bellos del mundo. En este ambiente se encuentran también las cuatro cuevas conocidas más profundas del mundo. 

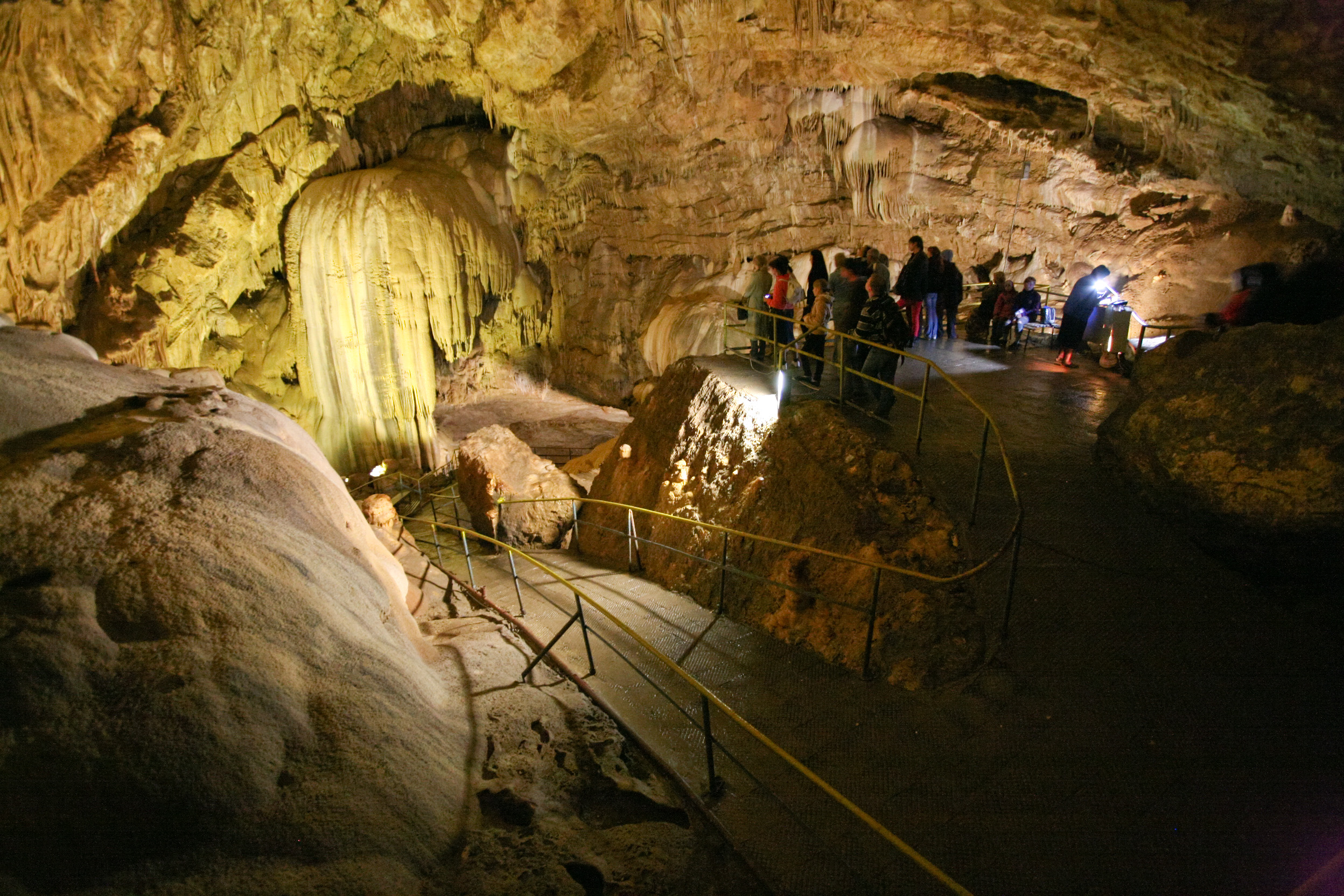
Cueva de Novi Afón

La más profunda de ellas es la Cueva Verióvkina, con una profundidad explorada de 2212 metros. La segunda es la Sima Krúbera-Voronya, con una profundidad de 2197 metros. Ambas se ubican en el macizo de Arabika (valle Orto-Balagan) y son las dos únicas cuevas conocidas a nivel mundial cuya profundidad supera los 2000 metros.
Gran parte del territorio (cerca de un 70 %) de Abjasia está cubierto por bosques de robles, hayas y alisos. En el intervalo de altitud que va desde el nivel del mar hasta los 600 m s. n. m., la región es pródiga en bosques caducifolios. Por encima de este nivel, y hasta los 1800 m s. n. m., proliferan diversas especies de coníferas, incluyendo algunos de los árboles más altos de Europa, como abetos que superan los 70 metros. Entre los 1800 y los 2900 m s. n. m., se pueden localizar praderas de características alpinas. Finalmente, por encima de esa altitud, se extienden las nieves eternas de la cordillera y los glaciares.

### Hidrografía

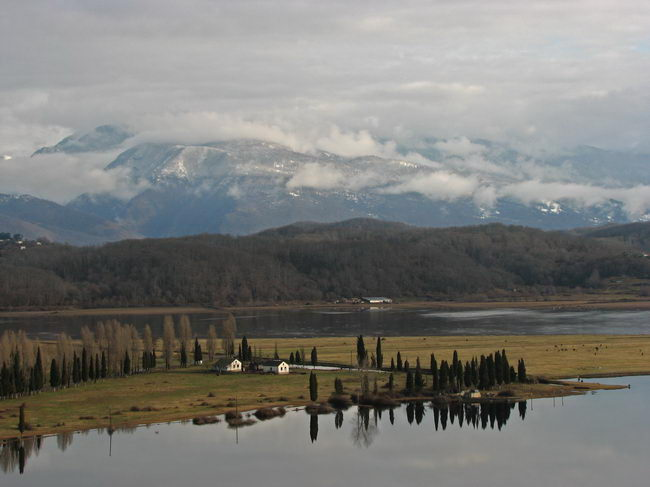
El Cáucaso abjasio.

Los ríos son relativamente cortos y todos pertenecen a la cuenca del Mar Negro. Los más importantes (el Kodori (Kudry), el Bzib, el Kelasuri, el Gumista) tienen mucha agua y sus recursos hidroeléctricos potenciales superan los 3,5 millones de kWh. Los ríos se alimentan principalmente de lluvia y nieve, y hay crecidas en primavera y verano. En el territorio de la comarca de Gagra fluye el río más corto del mundo, el Reprua, de sólo 18 metros de longitud. En las montañas se encuentran los pintorescos lagos de Ritsa y Amtkel.
La cascada del río Gega es muy popular entre los turistas.
En la serie de televisión soviética Las aventuras de Sherlock Holmes y del doctor Watson, la escena del encuentro de Holmes con el profesor Moriarty en las cataratas de Reichenbach se rodó cerca de las cataratas de Gega.

Mapa y Elevación de Abjasia.

### Clima
Abjasia goza de un templado clima subtropical debido al efecto regulador del mar Negro y al biombo climático formado por el Cáucaso, evitando la entrada de vientos fríos boreales. El promedio anual de temperaturas alcanza los 15 °C, con extremos de 4 °C en el invierno (enero) y de 23 °C en el verano (julio). Las precipitaciones, en tanto, oscilan entre los 1100 y 1500 mm anuales, y la humedad es relativamente baja. Por encima de los 1000 m s. n. m., la amplitud térmica aumenta, y se producen inviernos y veranos más duros, formando un clima de características continentales. Más allá de los 2000 metros de altitud, prevalece el clima de montaña, y las temperaturas bajan considerablemente. En las regiones interiores, las precipitaciones aumentan, llegando a los 3500 mm anuales en las zonas montañosas. La nieve puede acumularse hasta superar los cinco metros de altura en algunas regiones del Cáucaso: las avalanchas son un peligro latente en los pocos centros poblados del lugar.
Debido a su agradable clima y sus bellos parajes, parte de este territorio fue un lugar de gran afluencia turística, siendo conocido como parte de la Riviera Soviética. Además, el clima ha permitido el desarrollo de la agricultura, principalmente de cultivos como té, tabaco y frutas, además de la instalación de viñedos.

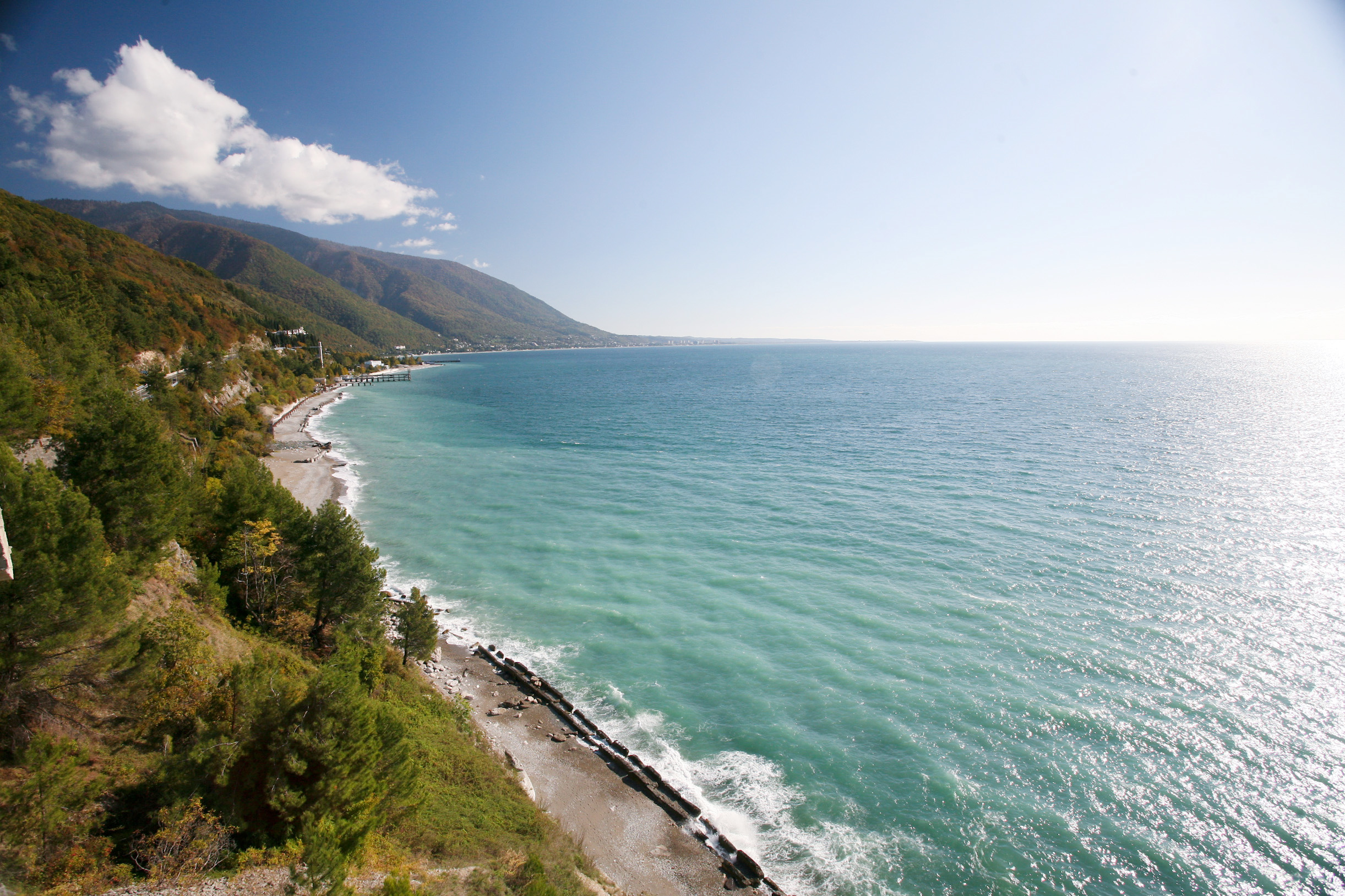
Paisaje del Distrito de Gagra frente al Mar Negro

### Flora y fauna
La flora incluye más de 3500 especies vegetales, 180 de las cuales son formas leñosas y arbustivas, mientras que el resto son herbáceas. Unas 400 especies son endémicas del Cáucaso y más de 100 sólo se encuentran en Abjasia. Más del 55% de la superficie del país está cubierta de bosques. Existen macizos individuales de bosques de frondosas (carpes, carpes, robles, castaños y otros) y bosques de alisos en las estribaciones del Mar Negro, que se han desarrollado especialmente para el cultivo (subtropicales, cultivos técnicos, frutales y decorativos, cereales, etc.) y en las gargantas. En el cabo de Pitsunda hay un bosquecillo de pinos relictos de Pitsunda. En las montañas predominan los hayedos (con boj en algunos lugares del segundo piso), con bosques de abetos y píceas en la parte alta de las laderas. A partir de los 2000 m, comienzan a crecer bosques subalpinos, prados alpinos y vegetación rocosa. A partir de los años veinte, los epidemiólogos soviéticos plantaron eucaliptos y sicomoros para desecar los pantanos y reducir las zonas propicias para la reproducción del mosquito de la malaria.
Los bosques albergan osos, jabalíes, linces, ciervos rojos y corzos, rebecos de las tierras altas y urogallos negros del Cáucaso y chacales en las tierras bajas. Los ríos y lagos están habitados por truchas, salmones, carpas, luciopercas y otras especies de peces. Los peces Gambusia se introducen regularmente en los embalses y ríos de Abjasia desde 1925 para controlar las larvas y los huevos del mosquito de la malaria. Las reservas naturales de Ritsi, Gumista y Pitsunda están situadas en territorio de Abjasia.

## Gobierno y administración
La jefatura de Estado de Abjasia corresponde al presidente de la República, cargo que ostenta en la actualidad Aslan Bzhania desde 2020. El jefe de Gobierno, en tanto, es el primer ministro, función que ejerce Artur Mikvabia desde el 20 de marzo de 2015.
El poder legislativo es ejercido por la Asamblea Popular de Abjasia. Esta se compone de 35 miembros, elegidos por cada una de las 35 circunscripciones electorales.

### Organización territorial

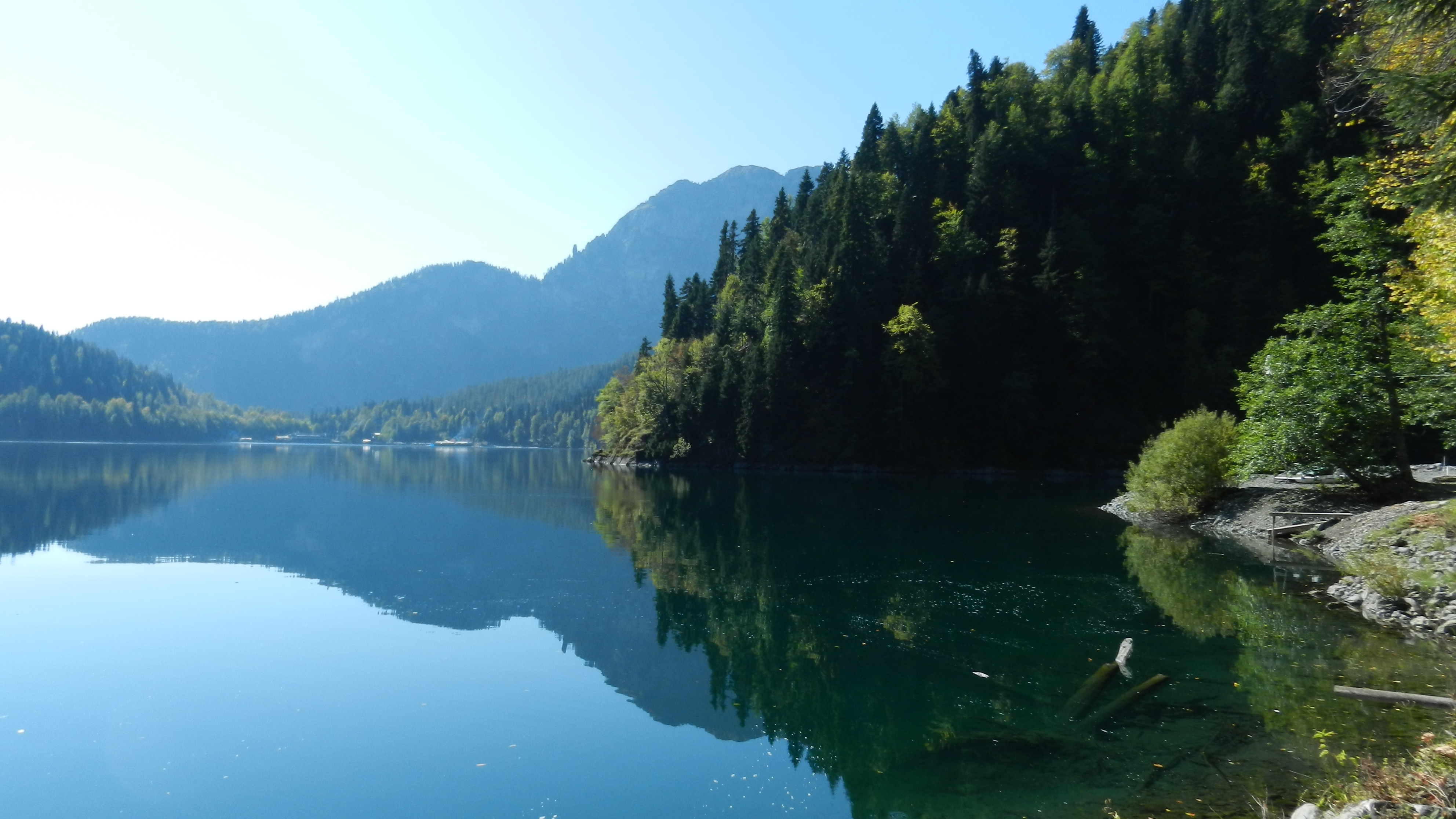
Lago del distrito de Gudauta

El país está dividido administrativamente en 7 distritos desde 1995, denominados al igual que su ciudad capital:
- Gagra (capital)
- Gali (capital)
- Gudauta (capital)
- Gulripsh (capital)
- Ochamchira (capital)
- Sujumi (capital)
- Tkvarcheli (capital)

### Reconocimiento internacional

Sellos de correos de Abjasia

La República de Abjasia no es miembro de la ONU, pero desde 2008 es reconocida por dos países que pertenecen a dicha organización: Rusia y Nicaragua. Adicionalmente, el 17 de noviembre de 2006, Abjasia firmó un protocolo mutuo de reconocimiento con los gobiernos independentistas de Osetia del Sur y Transnistria, cuyo reconocimiento también es disputado por otros Estados. En 2009 Venezuela se convirtió en el tercer miembro de la ONU en reconocer a Abjasia como Estado independiente.
Hasta el 27 de septiembre de 2006, funcionó paralelamente en Tiflis un gobierno en el exilio (la República Autónoma de Abjasia), liderado por un Concejo Supremo y un Concejo de Ministros. A partir de esa fecha, el gobierno se trasladó a la zona de Alta Abjasia, luego de que el Ejército georgiano tomara el control de la región. El gobierno progeorgiano fue liderado por Malkhaz Akishbaia, presidente del Concejo de Ministros, hasta la expulsión de los georgianos tras su derrota en la batalla del valle Kodori, el 12 de agosto de 2008.

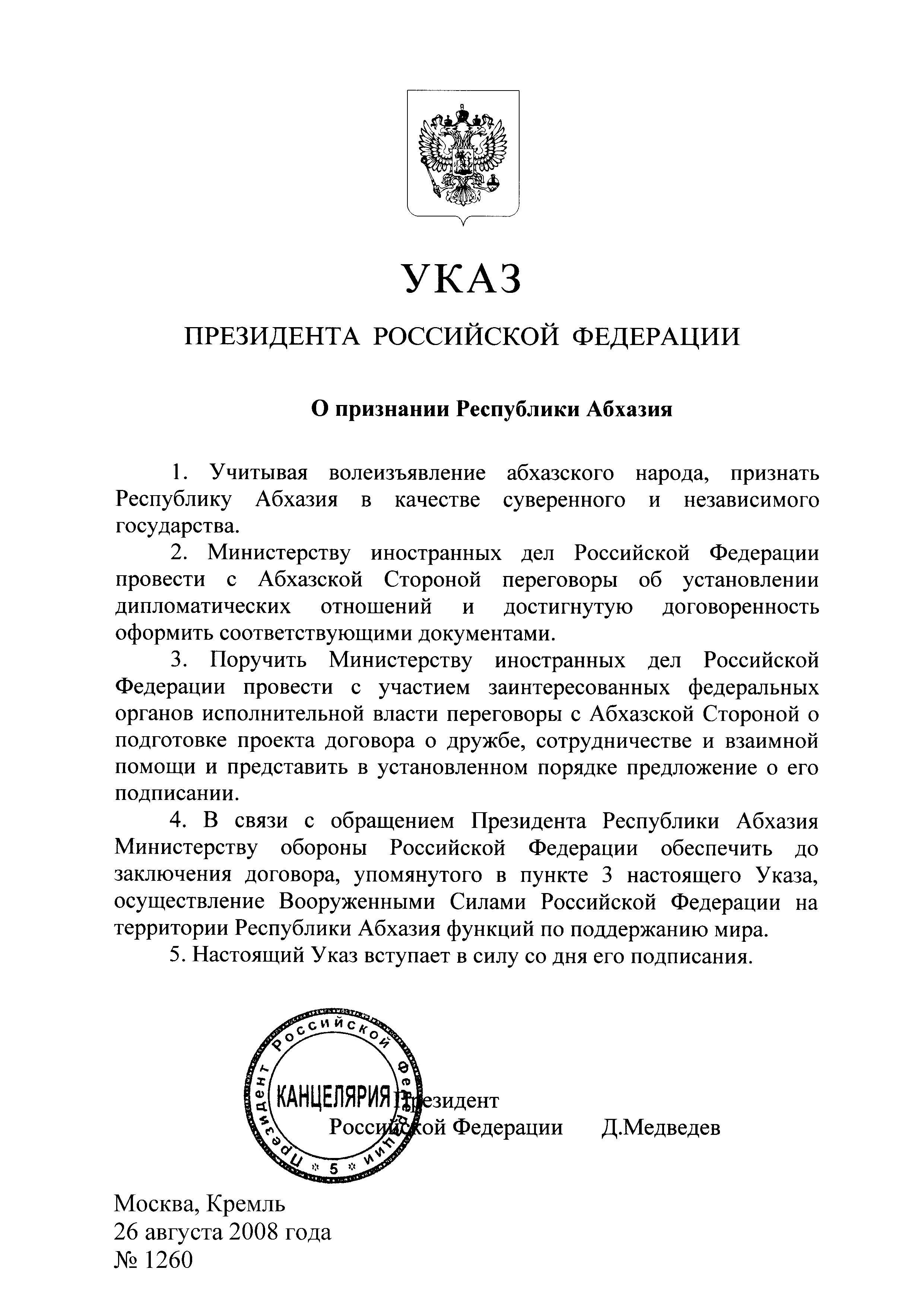
Decreto n.º 1260 del Presidente de Rusia por el que se reconoce la independencia de Abjasia

El 25 de agosto de 2008, las dos cámaras de la Asamblea Federal de la Federación Rusa pidieron al entonces presidente Dmitri Medvédev reconocer la independencia de Osetia del Sur y Abjasia. El 26 de agosto el Gobierno ruso reconoció la independencia de Osetia del Sur y Abjasia e instó a otros gobiernos a hacer lo mismo. Posteriormente, el 9 de septiembre, Rusia estableció relaciones diplomáticas con los dos países.
Nicaragua fue el segundo país en reconocer a Abjasia, luego de que el presidente de Nicaragua, Daniel Ortega, lo hiciera el 3 de septiembre. El 29 de agosto, el presidente de Venezuela, Hugo Chávez, reiteró su apoyo a Rusia en el conflicto del Cáucaso, sin reconocer por aquel entonces la independencia de las dos repúblicas, que finalmente reconoció el 10 de septiembre de 2009.
Tras el reconocimiento de estos tres países a Abjasia, en las semanas posteriores al fin de la guerra, Nauru, Vanuatu y Tuvalu se han sumado al reconocimiento; aunque Vanuatu y Tuvalu han retirado sus reconocimientos posteriormente en mayo de 2013 y marzo de 2014, respectivamente.

### Defensa

Escarapela de la Fuerza Aérea abjasia.

Las Fuerzas Armadas de Abjasia son los encargados de la defensa de la República de Abjasia. La base de las fuerzas armadas de Abjasia están formadas por la Guardia Nacional, que empezó a operar a principios de 1992. La mayoría de las armas proceden de la antigua base de la División Aerotransportada rusa en Gudauta. El Ejército de Abjasia es sobre todo una fuerza de tierra, pero que también incluye pequeñas fuerzas de mar y aire. Adicionalmente Rusia tiene actualmente unos 1600 soldados estacionados en Abjasia.
Las Fuerzas Armadas de Abjasia se componen de:
- Las Fuerzas terrestres de Abjasia, con una fuerza permanente de alrededor de 5000 efectivos, pero con reservistas que puede aumentar ese número a un máximo de 50 000 en tiempos de conflicto militar. El número exacto y el tipo de equipos utilizados siguen siendo imposibles de verificar.
- La Armada de Abjasia que consta de tres divisiones con base en Sujumi, Ochamchira y Pitsunda, además de que las patrullas de la marina de Rusia tienen presencia en sus aguas.[55]
- La Fuerza Aérea de Abjasia. Se desconoce su composición de forma concreta. Cuenta con un número indeterminado de aviones de combate, de entrenamiento y helicópteros.

En 2010 además Rusia desplegó el sistema de defensa aéreo S-300 en Abjasia.

## Economía

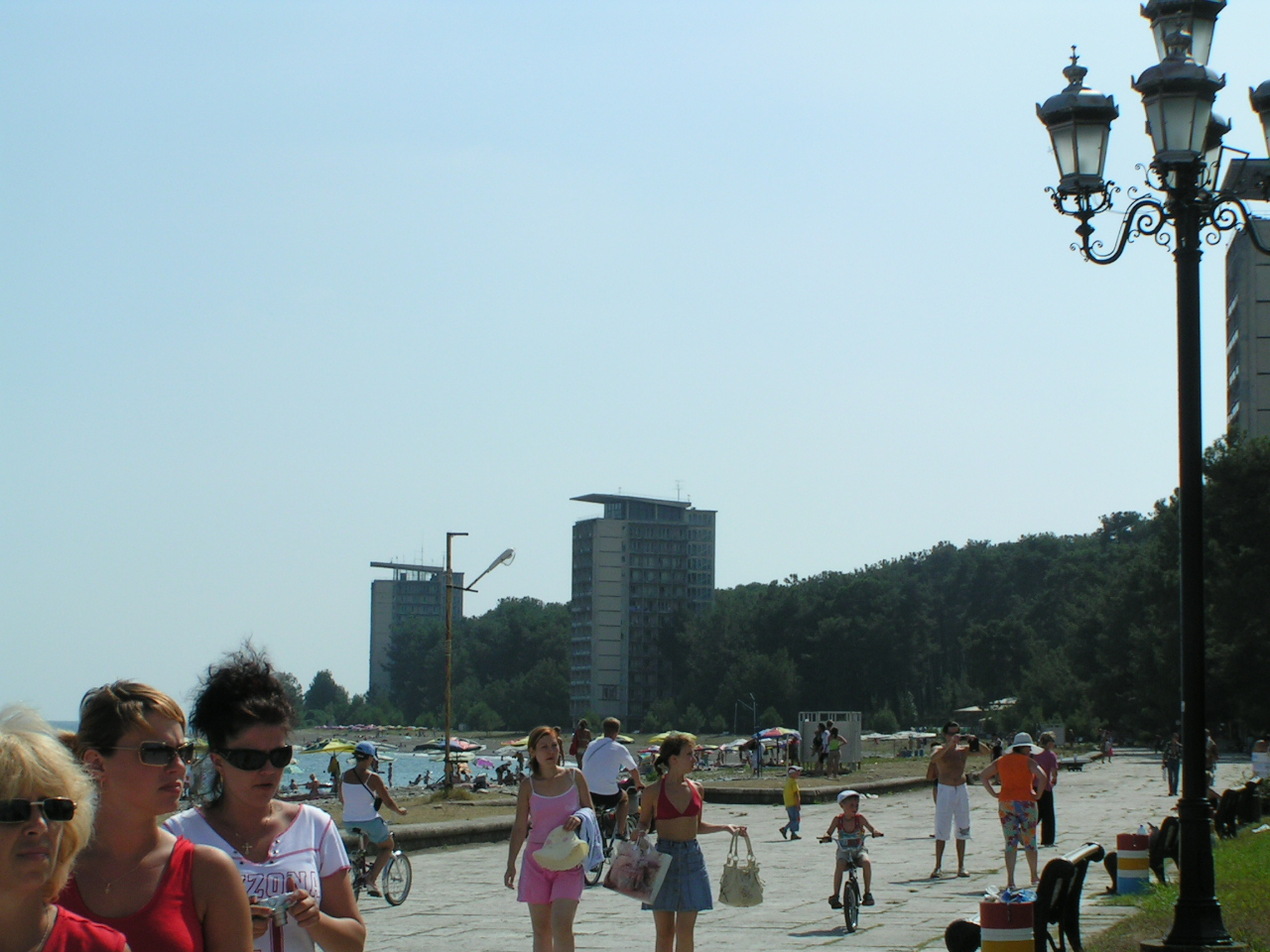
Pitsunda es uno de los principales centros turísticos del país.

Tradicionalmente, la agricultura ha sido la actividad económica más importante de Abjasia, teniendo como productos más representativos: frutos cítricos, tabaco, té y uvas. No obstante, la exigua extensión de tierras aptas para labores agrícolas impuso un límite prohibitivo al desarrollo del sector. La producción industrial se concentra en el envasado de carne, y en el ramo de las madereras. En tiempos de paz, el área de servicios dinamiza la economía con los ingresos derivados del turismo, destacándose la actividad de emprendimientos recreativos instalados en la costa. Abjasia se comunica con Rusia y con el resto de países caucásicos por carretera y ferrocarril; la capital tiene, además, un importante aeropuerto.
La economía de esta república se encuentra en una difícil situación. En los últimos años, con el apoyo de Rusia, se ha tratado de mejorar la calidad de vida de sus habitantes. Durante sus años de independencia de facto, Abjasia ha tenido que enfrentar el caos económico legado por el colapso soviético y, más tarde, la cruenta guerra contra Georgia, además de la crisis humanitaria posterior. A esto se suma el embargo al que está sometida, y que es quebrantado solo por Rusia. Como forma de superar la crisis, el Gobierno abjasio ha tratado de fomentar la inversión extranjera, promoviendo el neoliberalismo y solicitando diversos préstamos a bancos rusos. De acuerdo a un informe del Programa de las Naciones Unidas para el Desarrollo, realizado en abril de 2004, el PIB de Abjasia había caído entre un 80 % y un 90 % en los últimos 15 años, y la tasa de desempleo alcanzaba el 90 %.
La moneda utilizada de facto es el rublo ruso, y el dólar estadounidense puede ser cambiado en los bancos de Sujumi, Gagra, Gali y Gudauta. El lari, moneda georgiana, está fuera de circulación.

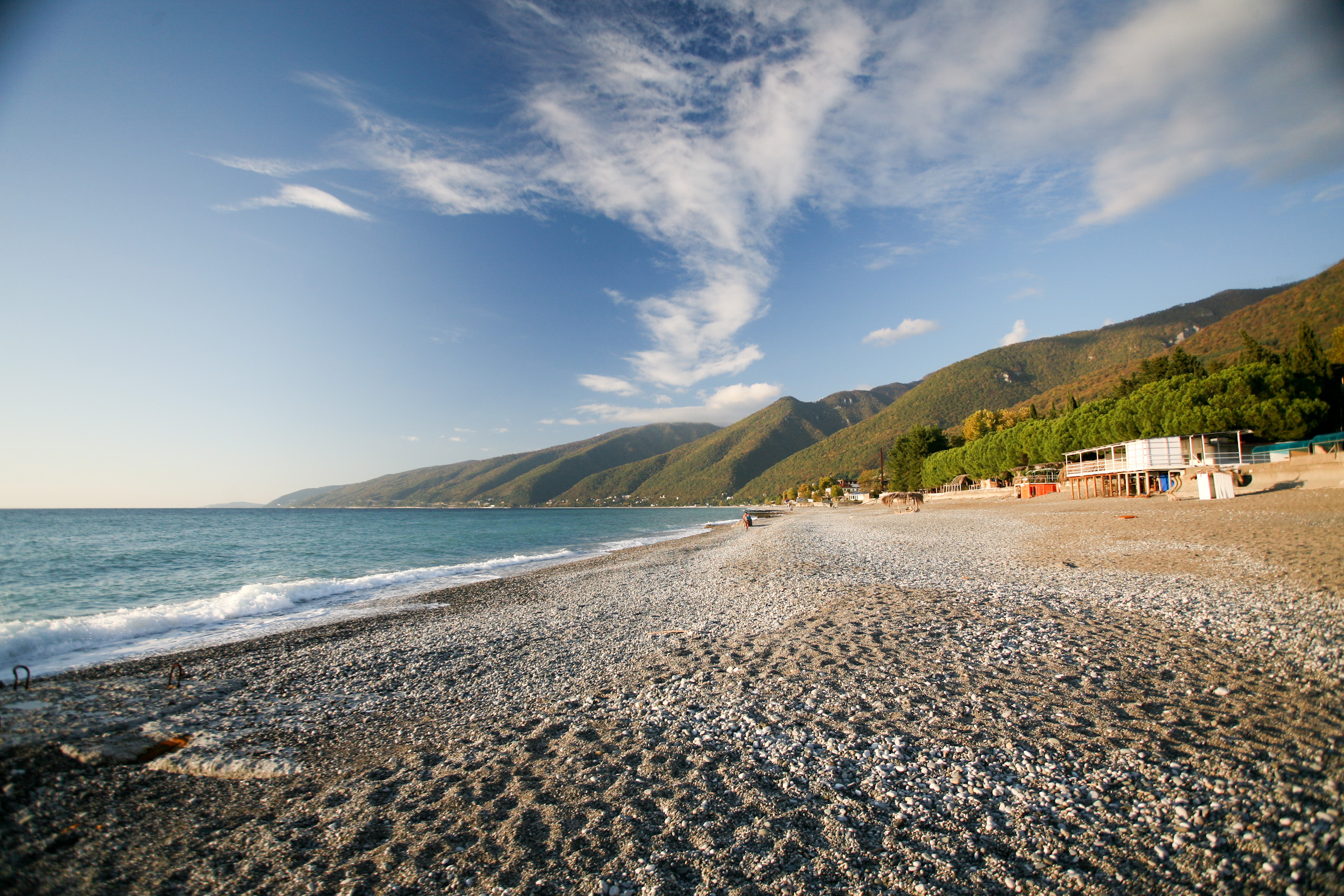
Una playa de Abjasia

### Turismo
Una de las principales atracciones turísticas de la región es Nuevo Athos. Esta ciudad es famosa por su monasterio, fundado en 1875. En la cima del monte Iveron se encuentra la fortaleza de Anakopia, la más antigua que se conserva en la región oriental del Mar Negro, así como las ruinas de un antiguo templo. En los alrededores hay cuevas kársticas, la más famosa de las cuales es la cueva de Anakopi (Nuevo Athos). En el desfiladero del río Psyrtskha hay una gruta y el templo de San Simón el Zelote. Al norte de Nuevo Athos, en Pitsunda, hay una iglesia del siglo X; en el museo de historia local se exponen excavaciones de la antigua ciudad de Pitiunt (siglos XI a. C.-VIII d. C.).
Entre los lugares de interés de Abjasia figuran diversas bellezas naturales, entre ellas las cuevas kársticas del macizo montañoso Arabika, el mayor y más pintoresco de Abjasia, el lago de montaña Ritsa (formado a principios del siglo XVIII como consecuencia de un terremoto), y también el lago de montaña Amtkeli, situado a 45 km al noreste de Sujumi (formado en 1891 como consecuencia de un corrimiento de tierras), el Lago azul de origen cárstico con un color de agua único, varias cascadas (Geg o Geghi), Ptichy, Lágrimas de Doncella, Lágrimas de Hombre, la cascada artificial del Nuevo Athos, etc.), las cubiertas de boj. ), el valle cubierto de boj del río Zhvala-Kvara; la gran meseta cárstica del macizo cárstico de Bzyb y el desfiladero de Piedra en el río Bzyb.

## Demografía
|            | 1989    | 1989    | 2003    | 2003    | 2016    | 2016    |
| ---------- | ------- | ------- | ------- | ------- | ------- | ------- |
| Abjasios   | 93 200  | 17,8 %  | 94 606  | 43,8 %  | 124 455 | 51,1 %  |
| Georgianos | 239 800 | 45,7 %  | 42 355  | 19,6 %  | 46 773  | 19,2 %  |
| Armenios   | 76 500  | 14,6 %  | 44 870  | 20,8 %  | 41 875  | 17,2 %  |
| Rusos      | 74 900  | 14,3 %  | 23 420  | 10,8 %  | 22 320  | 9,2 %   |
| Otros      | 40 600  | 6,7 %   | 7327    | 3,4 %   | 8 141   | 3,3 %   |
| Total      | 525 061 | 525 061 | 215 972 | 215 972 | 243 564 | 243 564 |

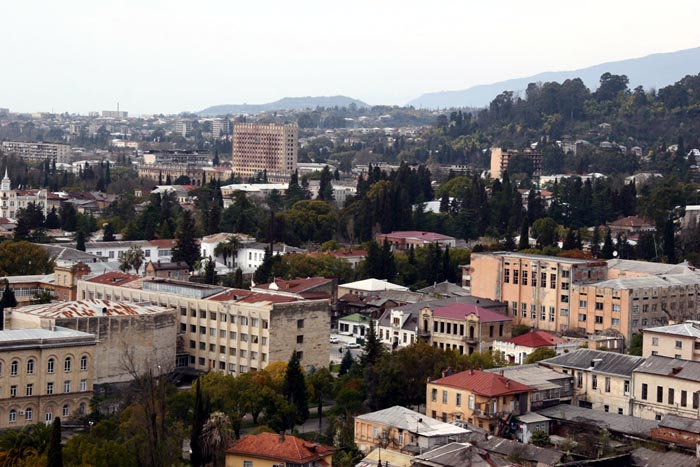
Vista de Sujumi, la principal ciudad de Abjasia.

Distribución étnica en Abjasia (2009).
Mayoría abjasia
Mayoría georgiana
Mayoría armenia

Diversas etnias han coexistido, a lo largo de la historia, en Abjasia. Se destacan los apsuas, considerados como abjasios naturales, y los georgianos, correspondientes a las antiguas tribus: kartvelianos, esvanos y zanes. A éstos se suman inmigrantes griegos, armenios y rusos.
La demografía de Abjasia cambió drásticamente a causa de la guerra de la década de 1990. Según el censo realizado por las autoridades soviéticas en 1989, Abjasia tenía una población de aproximadamente 500 000 habitantes, de los cuales el 48 % eran georgianos (principalmente mingrelianos) y sólo un 17 % eran abjasios. Casi la mitad de estos últimos eran musulmanes sunníes y la otra mitad, cristianos ortodoxos.
La guerra no solo produjo un brusco descenso en la población (a menos de 150 000 habitantes y que en 2003 llegó a 215 972) sino que además acabó con gran parte de la etnia georgiana. Esto se debió, en parte, a los asesinatos a gran escala y, sobre todo, a iniciativas de expulsión masiva. Solo en la zona de Gali se mantienen comunidades de este origen (cerca del 92 % de la población).
Según cálculos oficiales del Gobierno georgiano 264 792 personas habrían huido desde Abjasia hacia otras zonas del país entre 1992 y 1998. De éstas, cerca de 120 000 se refugiaron en la zona de Mingrelia y Esvanetia, y más de 77 800 en la capital, Tiflis.
Recientemente, con el propósito de recuperar la población del país hasta sus niveles históricos, el Gobierno de Abjasia ha promovido la repatriación de mujayires, es decir, abjasios que habían sido exiliados, principalmente a Turquía, tras los sucesivos conflictos georgiano-abjasio.
Sujumi es la capital y la principal ciudad del país. El último censo oficial (realizado en 2003) cifró una población de 43 716 habitantes en la ciudad, cifras que contrastan con las cifras de 1989 de 121 406 habitantes. Otros pueblos de importancia son Gagra, Gali, Gudauta, Ochamchire y Tkvarcheli.
Los medios de comunicación están en su mayoría bajo la influencia del gobierno, el cual posee la principal estación de televisión y radio del país, aunque existen otras estaciones de carácter privado que tienen diversas restricciones. En gran parte del país, sin embargo, se pueden capturar señales de estaciones de televisión y de radio de origen ruso y georgiano. Existen diversos medios de prensa, tanto en abjasio (principalmente, el periódico Apsný) y en ruso (destacando la gubernamental Respúblika Abjazia y los semanarios Ejo Abjazii, Núzhnaya Gazeta y Fórum) los que también poseen diversas restricciones e incluso han sido atacados o amenazados tras realizar algunas críticas al gobierno.

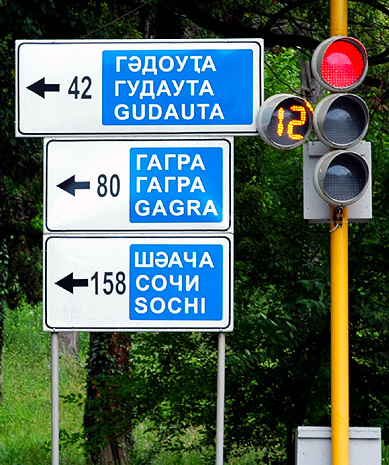
Aviso en Abjasia en los alfabetos abjasio, ruso y latino. En Abjasia se ha eliminado el idioma georgiano de las señales de tráfico. El alfabeto abjasio se basa en el cirílico.

### Idiomas
Los idiomas oficiales de Abjasia son el abjasio, de la familia de las lenguas caucásicas noroccidentales; y el ruso, que está muy extendido y la mayoría de la población lo habla con fluidez. Otras lenguas habladas en Abjasia son el georgiano y el megreliano. La gran mayoría de la población étnicamente georgiana es bilingüe, hablan tanto el georgiano como el megreliano. La población de origen armenio habla en armenio.
El artículo 6 de la Constitución de Abjasia dice:
«El idioma oficial de la República de Abjasia será la lengua abjasia. El idioma ruso, al igual que el idioma abjasio, será reconocido como un idioma del Estado y otras instituciones. El Estado garantizará el derecho a utilizar libremente la lengua materna a todos los grupos étnicos que residen en Abjasia».
Los idiomas que se hablan en Abjasia son el abjasio, el ruso, el mingreliano, el svano, el armenio y el griego. La República Autónoma aprobó una ley en 2007 en la que se define el idioma abjasio como el único idioma estatal de Abjasia. Como tal, el abjasio es el idioma necesario para los debates de los consejos legislativo y ejecutivo (con traducción del y al ruso) y al menos la mitad del texto de todas las revistas y periódicos debe estar en abjasio.
A pesar de la condición oficial del abjasio, el dominio de otros idiomas dentro de Abjasia, especialmente el ruso, es tan grande que los expertos, en fecha tan reciente como 2004, lo calificaron de «idioma en peligro». Durante la era soviética, la enseñanza del idioma comenzaría en las escuelas de Abjasia, sólo para pasar al ruso en la mayor parte de la escolarización obligatoria. El Gobierno de la República está tratando de instituir una enseñanza primaria exclusivamente en abjasio, pero el éxito ha sido limitado debido a la falta de instalaciones y material didáctico. Incluso en las zonas de habla georgiana de la República, la terminación de la escolarización en ese idioma ha dado lugar a que los maestros se pasen al material en ruso en lugar de la enseñanza en abjasio.
Desde la época del estalinismo, en la Unión Soviética era obligatorio para los abjasios aprender tanto ruso como georgiano. Desde la independencia de facto, el georgiano prácticamente ya no se enseña como lengua extranjera en Abjasia y se utiliza casi exclusivamente entre los georgianos étnicos. En el sur del país, donde la mayoría de la población es de origen georgiano, existían numerosas escuelas georgianas, pero estaban gravemente infradotadas. En 2021, el gobierno abjasio cerró las últimas escuelas georgianas, por lo que desde entonces el georgiano sólo se enseña como lengua extranjera. Por ello, muchos georgianos de Abjasia asisten a escuelas rusas o cruzan la frontera con Georgia para ir a la escuela.
Una gran proporción de los georgianos que viven en Abjasia son mingrelianos, considerados un grupo subétnico de los georgianos. Su lengua, el mingreliano, también está muy extendido en Abjasia. Difiere significativamente del georgiano en algunos aspectos, pero no suele utilizarse como lengua escrita. En Abjasia se publica la revista Gal, que se considera como el único periódico del mundo en lengua mingreliana.
Además, en Abjasia se hablan numerosas lenguas minoritarias, entre ellas el armenio. En 2011, había un total de 32 escuelas para la minoría armenia en el país[28] Otras lenguas minoritarias son el griego de Ponto, el estonio, el rumano y el ucraniano. La minoría estonia se instaló en Abjasia en la segunda mitad del siglo XIX.

### Religión

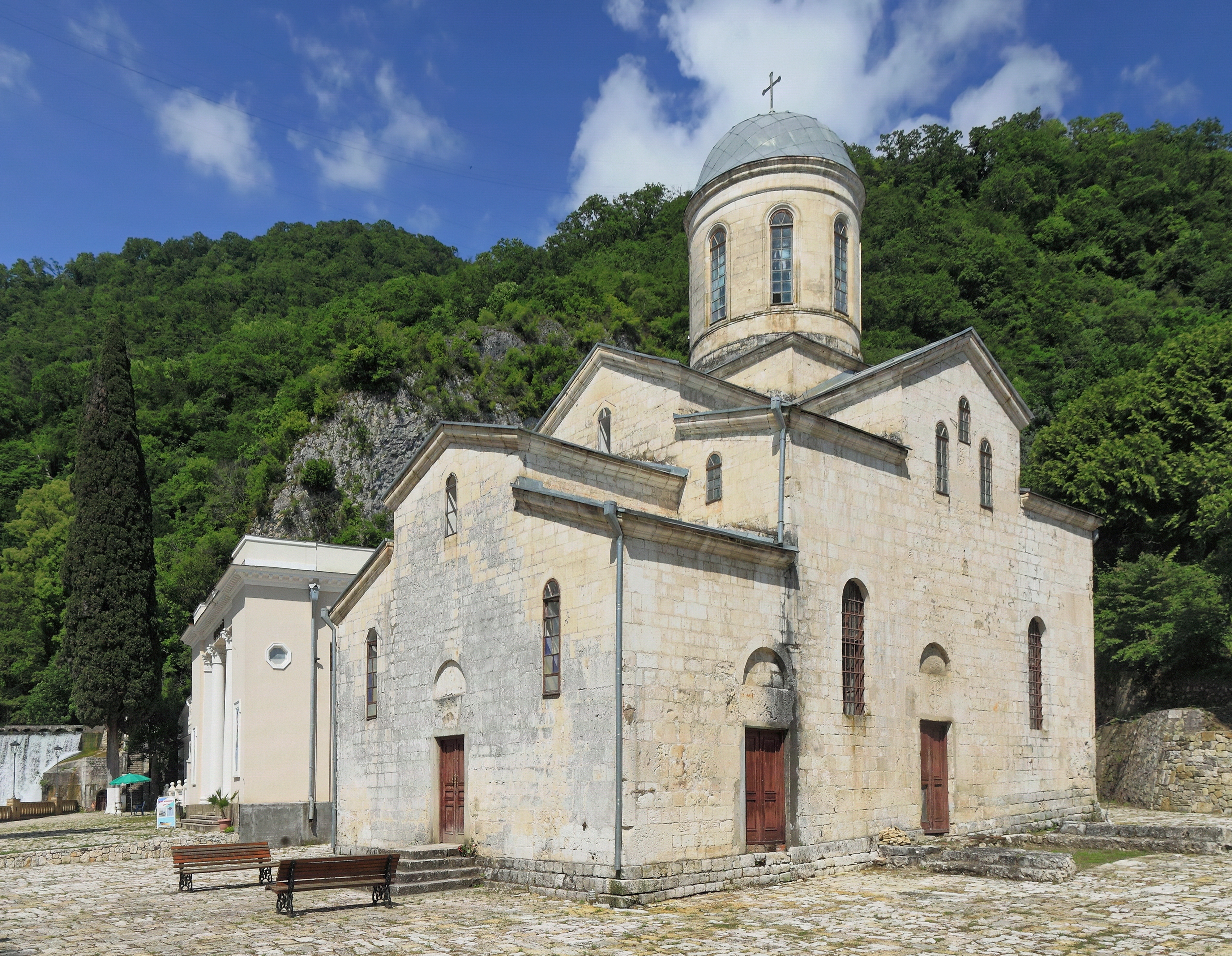
Iglesia de San Simón el Cananeo, Gudauta

La mayoría de la población de Abjasia es cristiana (pertenecientes en su mayoría a la Iglesia Ortodoxa Georgiana y una pequeña parte a la Iglesia apostólica armenia), musulmanes sunníes o irreligiosos, aunque la mayoría de las personas que se declaran cristianos o musulmanes no asisten a servicios religiosos. La influencia de la religión tradicional de Abjasia también sigue siendo fuerte entre los cristianos, musulmanes y los no creyentes. Hay un número muy pequeño de seguidores del judaísmo, testigos de Jehová y otros nuevos movimientos religiosos. Los Testigos de Jehová han sido oficialmente prohibidos desde 1995, aunque el decreto no se aplica en la actualidad.
De acuerdo a las constituciones tanto de Abjasia como de Georgia, los seguidores de todas las religiones (así como los ateos o irreligiosos) tienen los mismos derechos ante la ley.
Según una encuesta realizada en 2003, el 60 % de los abjasios se identificaron como cristianos, el 16 % como musulmanes, el 8 % como ateos o irreligiosos y otro 8 % como pertenecientes a religiones tradicionales abjasias o directamente paganos.

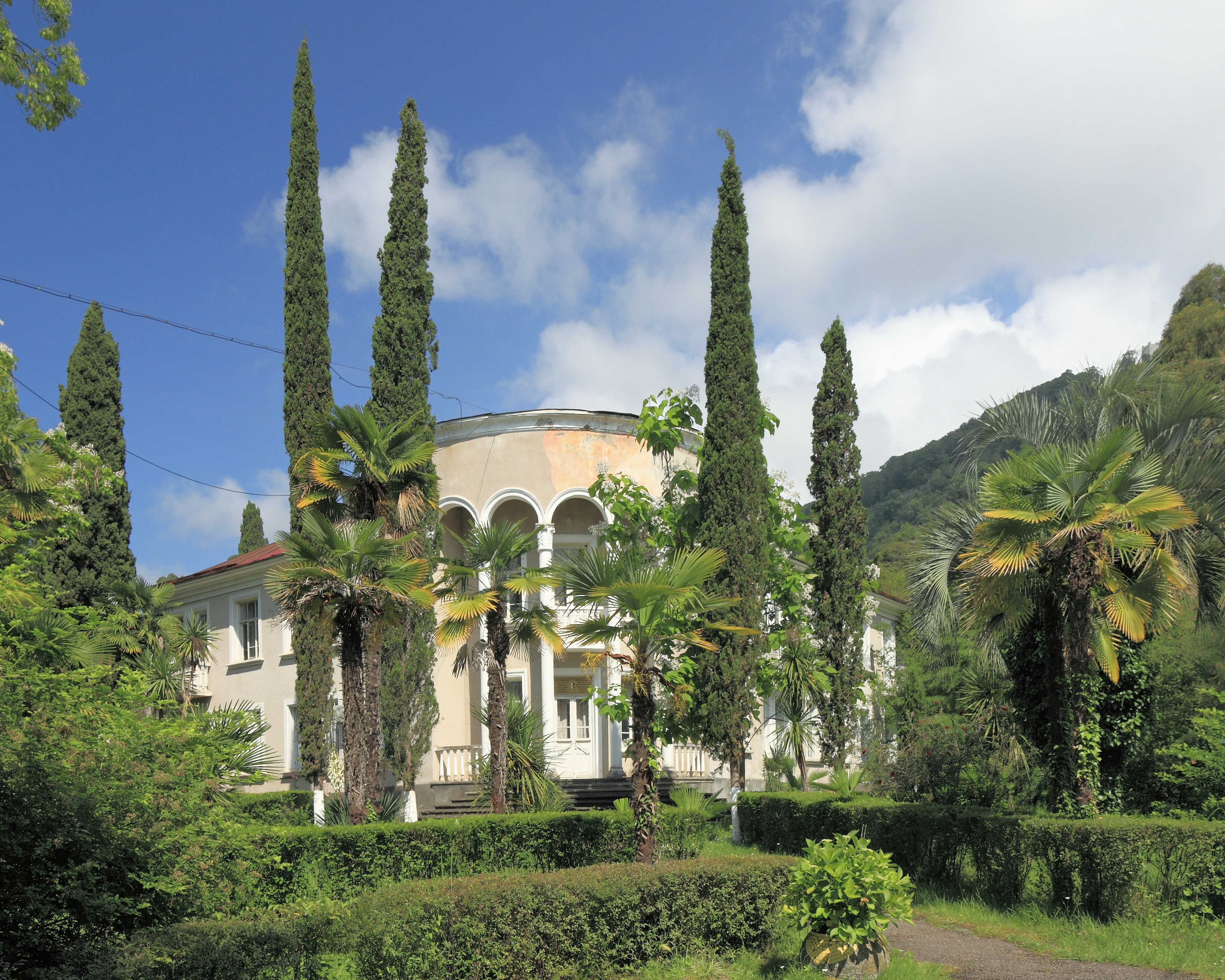
Policlínica en Novi Afón

### Sanidad
Desde la antigüedad, la costa de Abjasia era pantanosa, los pantanos y otras masas de agua estancada servían de caldo de cultivo para el mosquito de la malaria, y el paludismo era endémico en Abjasia. La situación empezó a cambiar en los primeros años del poder soviético, cuando el control de la malaria en la costa del Mar Negro del Cáucaso se convirtió en un objetivo estatal. 
En Abjasia y Sochi, la lucha contra la infección estuvo dirigida por los epidemiólogos N. P. Rujadze y S. Sokolov. Se tomaron medidas radicales, como drenar los pantanos, plantar eucaliptos y plátanos para evitar que se volvieran a humedecer, poblar estanques y ríos con peces larvifagos, traídos por N. P. Rujadze de Italia, con gambusia. P. Rujadze de Italia. A mediados de la década de 1950, Abjasia estaba completamente libre de malaria.
Durante la época de la Unión Soviética los servicios médicos eran completamente gratuitos pero había críticas sobre la calidad del servicio prestado sobre todo en las últimas décadas cuando los problemas económicos se hicieron más evidentes, tras la disolución de la URSS, la guerra de independencia de Abjasia con respecto de Georgia afectó las infraestructuras que poco a poco han sido reconstruidas.

## Cultura

### Literatura

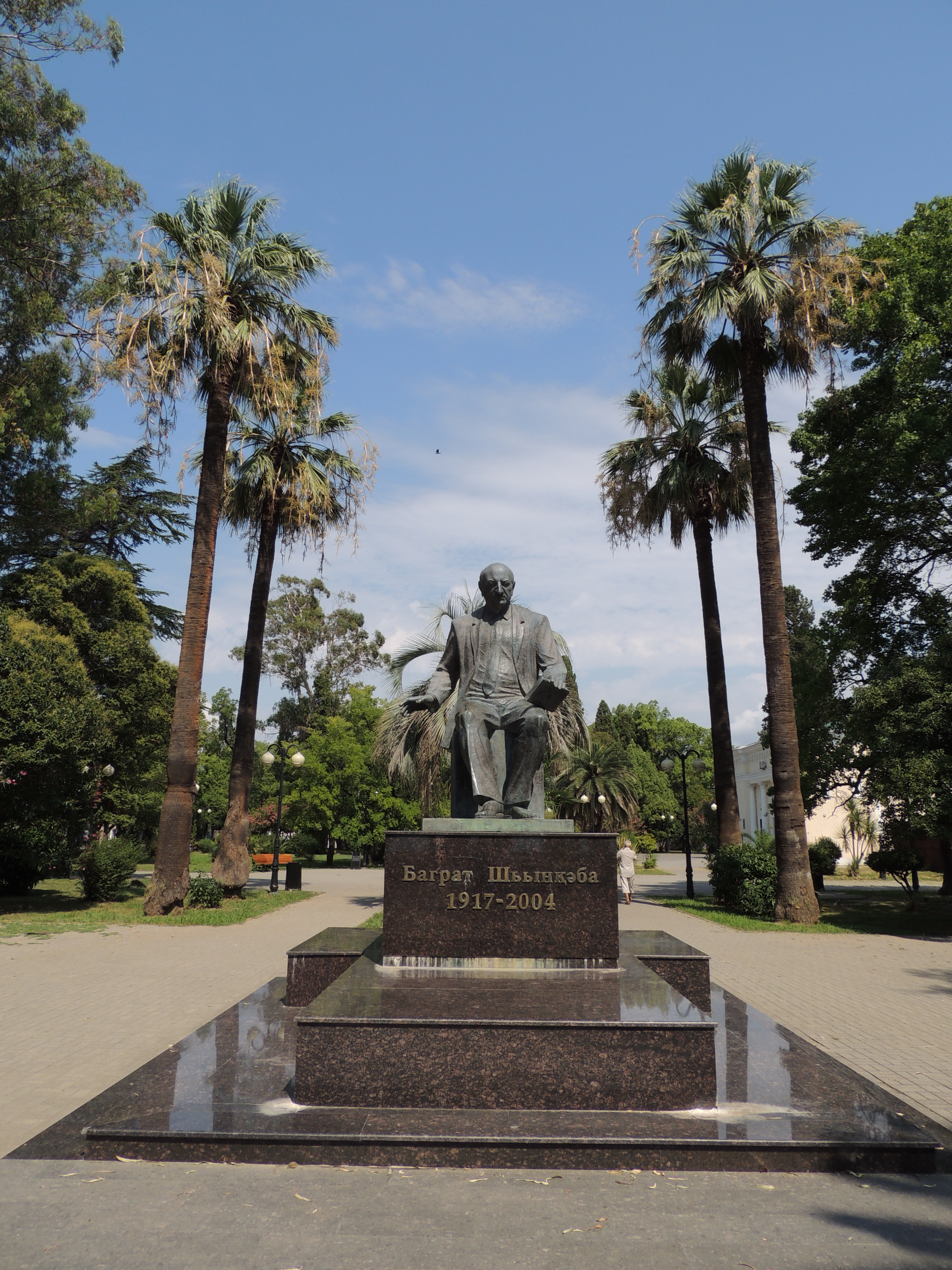
Monumento al poeta Bagrat Shinkuba en el Parque Central de Sujumi

Los primeros escritores abjasios fueron George Shervashidze (Chachba) (1846-1918, autor de obras de ficción en ruso y georgiano) y Solomón Zvanba (1809-1855, publicó ensayos sobre Abjasia en la prensa rusa). El fundador de la literatura abjasia, Dimitri Gulia, escribió sus obras tanto en abjasio como en ruso (en particular, escribió La historia de Abjasia en ruso (Tiflis, 1925). La obra poética de Gulia incluye dos poemarios («Una colección de poemas», Tiflis, 1912; «Poemas, sátiras y canciones», Sujum, 1923), que incluyen obras que desarrollan temas y técnicas del folclore abjasio, un poema «Carta de amor» (Tiflis, 1913). D. I. Gulia también creó el cuento «Under Alien Sky» (que narra la historia de un campesino abjasio exiliado a Siberia, que acepta el castigo por el crimen de un príncipe), varias traducciones de las lenguas rusa y georgiana, e incluso obras teatrales.
Otros autores abjasios de la década de 1920 son el poeta I. A. Kogonia («Poemas abjasios», Sujumi, 1924), el dramaturgo e investigador S. Ya. Chanba (obras «Majadzhirs», «Doncella de las montañas»; libro «Geografía de Abjasia», Sujumi, 1925), dramaturgo y traductor Mushni Jashba (comedia «Achapshara», o «Visita a los enfermos», traducción a la lengua abjasia de la novela corta Jadzhí-Murat de León Tolstói), dramaturgo S. Bzhania. Son muy conocidas las obras de los autores abjasios de habla rusa Guiorgui Gulia, Fazil Iskander, Daúr Zantaria y el poeta y prosista Bagrat Shinkuba, que escribió tanto en abjasio como en ruso.
La literatura escrita en abjasio apareció hace relativamente poco tiempo, a principios del siglo XX. Sin embargo, Abjasia comparte con otros pueblos del Cáucaso la Saga de los Nart, una serie de cuentos sobre héroes míticos. El alfabeto abjasio fue creado en el siglo XIX. El primer periódico en abjasio, llamado «Abjazia» y editado por Dmitri Gulia, apareció en 1917.
Podría decirse que los escritores más famosos de Abjasia son Fazil Iskander, quien escribió en su mayoría en ruso, y Bagrat Shinkuba, un poeta local.

### Música

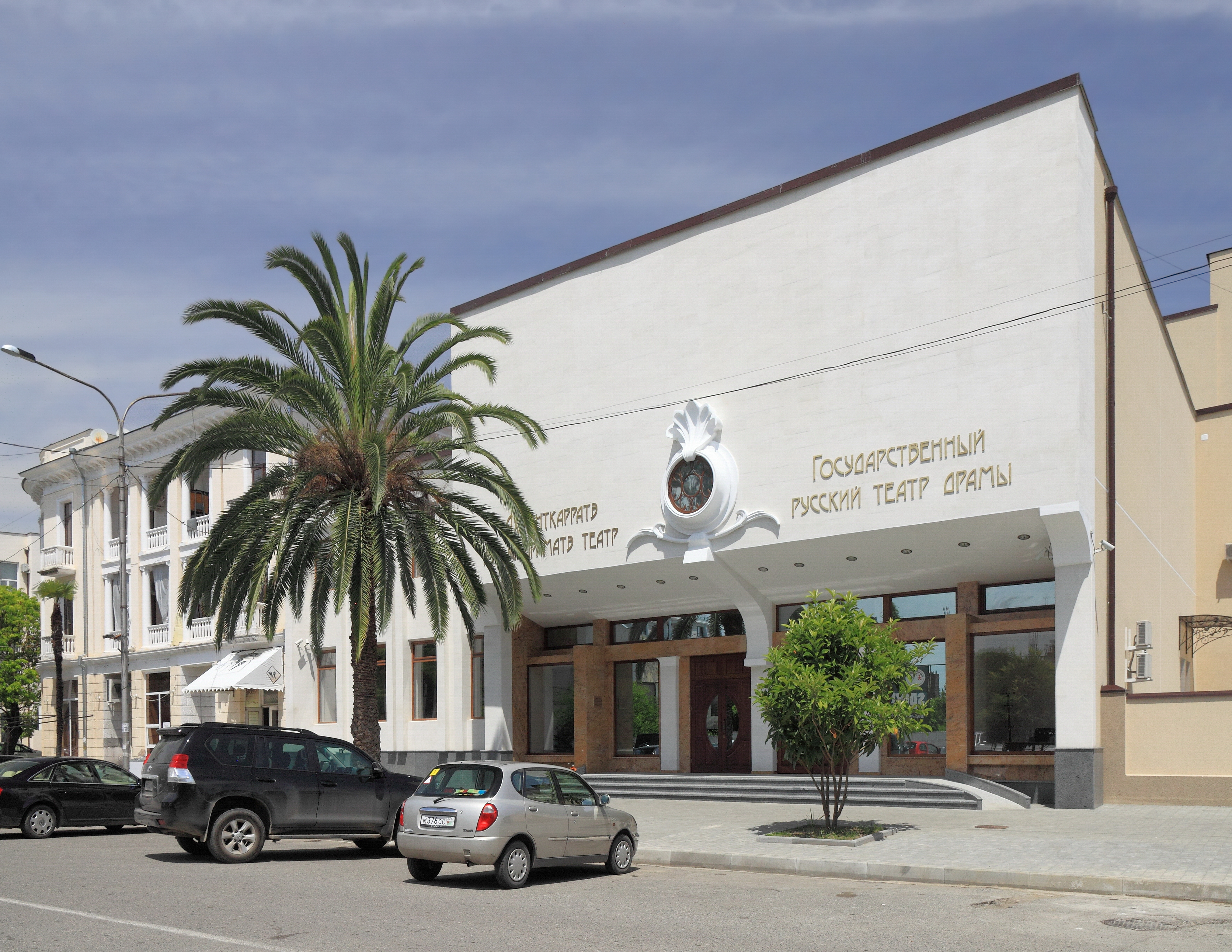
Teatro Dramático Ruso. Sujumi, Abjasia.

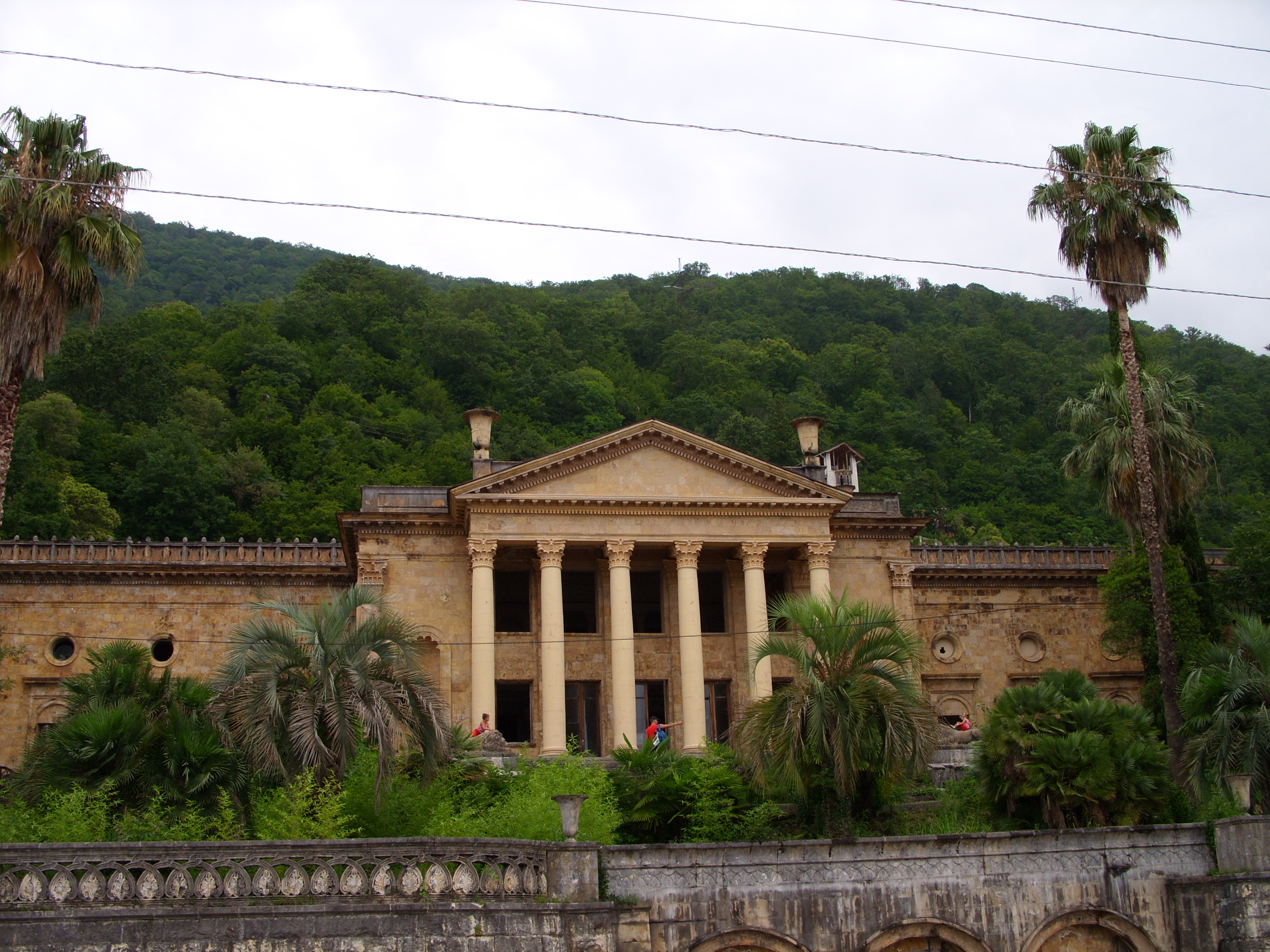
Casa de la Cultura en Gagra, Abjasia

La música folclórica abjasia es polifónica. La estructura musical de las canciones abjasias (culto, caza, trabajo) atestigua su origen antiguo.
Los instrumentos musicales nacionales son: ayumaa (arpa de rincón), ahymaa (instrumento parecido a la cítara), la apherza (instrumento de arco de dos cuerdas), y el acharpin (especie de flauta local).
Andria Balanchivadze (hermano del coreógrafo George Balanchine), G. 3. Chjikvadze, V. V. Ajobadze, D. N. Shvédov, Sh. M. Mshvelidze, I. E. Kortua, A. Pozdnéiev, N. Chanba y otros se dedicaron a recopilar y grabar el folclore musical abjasio.
Varias obras musicales se basan en el folclore abjasio: un ejemplo es la ópera «Los exiliados» de D. N. Shvédov, «Mziya» de Andria Balanchivadze (representada en 1949 en el Teatro de ópera y ballet de Tiflis).

### Teatro
Los orígenes de la cultura teatral abjasia están en los juegos populares, los rituales y el folclore oral.
En 1921, tras el establecimiento del poder soviético en Abjasia, comenzó a trabajar una compañía de teatro. El Teatro Dramático de Abjasia se inauguró en Sujumi en 1930. El teatro recibió el nombre de S. Chanba en 1967.
Ampliamente conocida es la cultura dancística de Abjasia: desde los años 40 existe el Conjunto Estatal de Canto y Danza Folclóricos de Abjasia, cuyo director artístico durante muchos años fue Fazilbey Kurua.

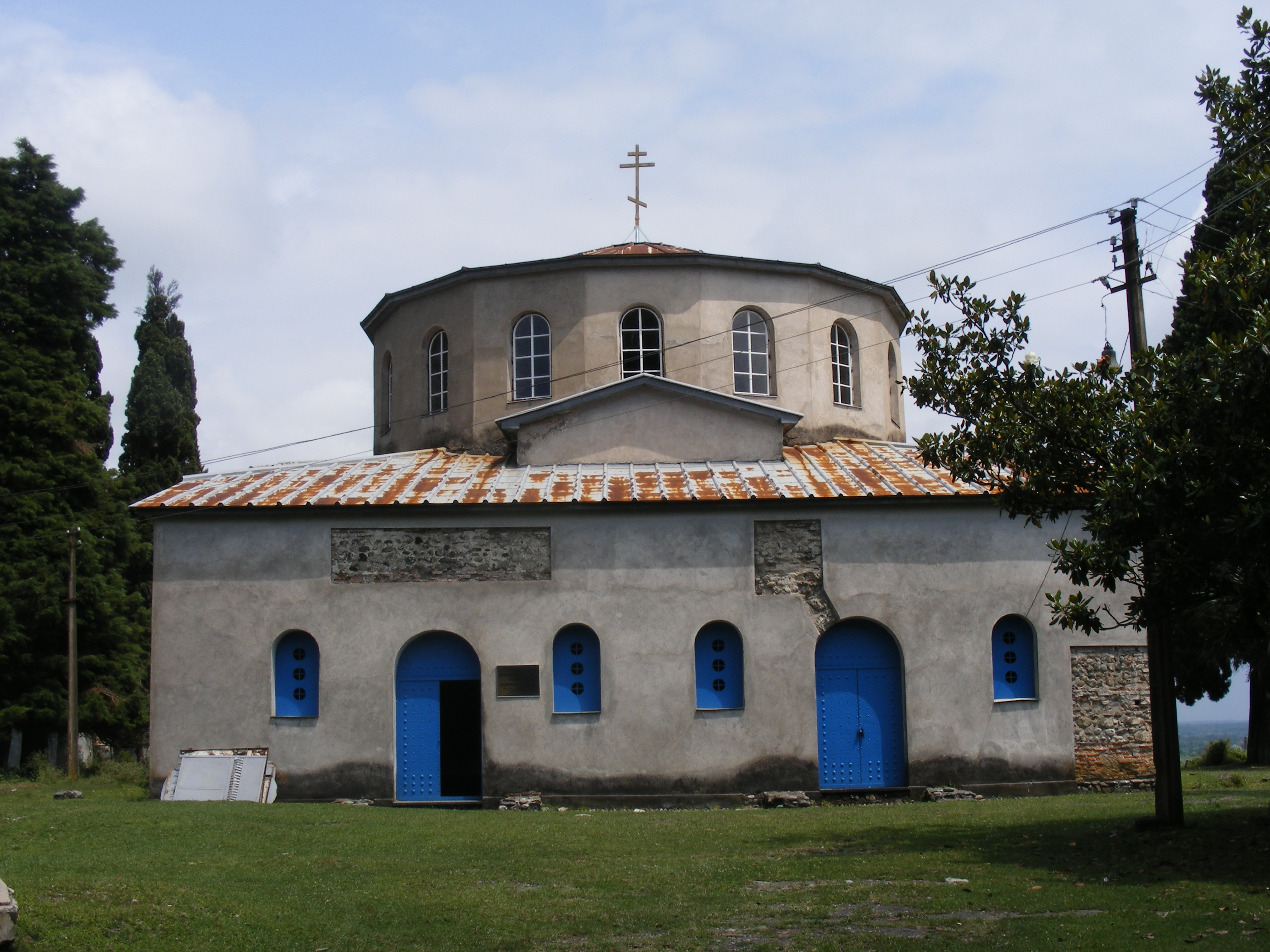
Catedral de Dranda, Abjasia

### Arquitectura
Entre los monumentos más antiguos de Abjasia se encuentran yacimientos del hombre antiguo (cueva de Kva-Chara), dólmenes y cromlechs, las ruinas de una iglesia y fortaleza altomedievales (siglos V-VI) en el pueblo de Azanta, restos de fortalezas medievales en Abahuats, Mushba, Alta Eshera (en esta última, además de las ruinas de la fortaleza de Uaz-Abaa, del siglo VIII, también ruinas de una iglesia de los siglos XI-XII). Destacan las atsangguara, antiguas construcciones de pequeñas piedras sin labrar en forma de cercas, que datan aproximadamente de los siglos VI-X. Se conservan las necrópolis de la cultura de Tsebeldá. En Lyjny, la antigua capital del Reino de Abjasia, se pueden ver algunos monumentos interesantes. Se trata, sobre todo, de la Catedral de la Asunción de los siglos VIII-X con una rica pintura al fresco del siglo XIV, así como las ruinas del palacio principesco de Chachba-Shervashidze (siglos XVI-XVII).
Más recientemente, el 8 de julio de 2016, se instaló en la capital una escultura YeSUKHUM, con motivo de la celebración del 2500 aniversario de la ciudad de Sujumi. La escultura se instaló en S. V. Bagapsh, en la puerta principal de la ciudad de Sujumi. Ahora ya se ha convertido en una de las principales atracciones turísticas del muelle. 

## Deporte
El fútbol sigue siendo el deporte más popular en Abjasia. Otros deportes populares son el baloncesto, boxeo y la lucha libre. El Equipo Nacional de Baloncesto de Abjasia jugó su primer partido internacional con el equipo de baloncesto de la República Turca del Norte de Chipre el 27 de mayo de 2015, que el equipo abjasio ganó por 76-59. El equipo de baloncesto abjasio «Apsny» también juega en el tercer nivel de la Liga Rusa de Baloncesto en el Krai de Krasnodar.

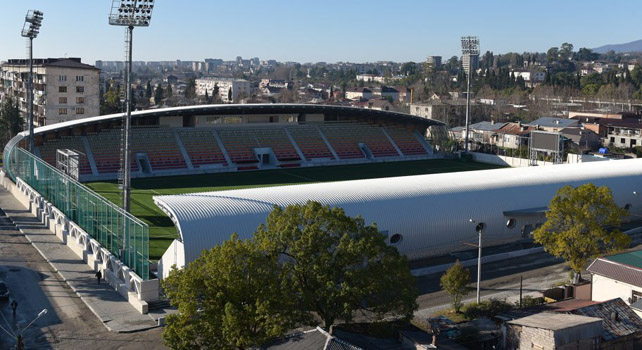
Estadio Daur Ajvlediani, Gagra, Abjasia

Abjasia tiene su propia liga amateur de fútbol desde 1994 (Campeonato de fútbol de Abjasia). La liga no forma parte de ninguna asociación internacional de fútbol. En total, hay diecinueve Clubes de Fútbol de Abjasia en las dos ligas. En 2016, fue anfitrión y ganó la Copa Mundial de Fútbol de ConIFA.